# Calçada da Fama
Hollywood Walk of Fame (Calçada da Fama de Hollywood (português brasileiro) ou Passeio da Fama de Hollywood (português europeu)) é um passeio ao longo das ruas Hollywood Boulevard e Vine Street em Hollywood, Califórnia, Estados Unidos, constituído por mais de 2.000 lajes com estrelas, fazendo menção a celebridades honradas pela Câmara do Comércio de Hollywood pelas suas contribuições para a indústria do entretenimento.
Gene Autry e Britney Spears são exemplos destacados na Calçada da Fama: ele por ser a única pessoa com estrelas em todas as cinco categorias e ela por ser a pessoa mais jovem a receber uma, com apenas 21 anos.

## Descrição

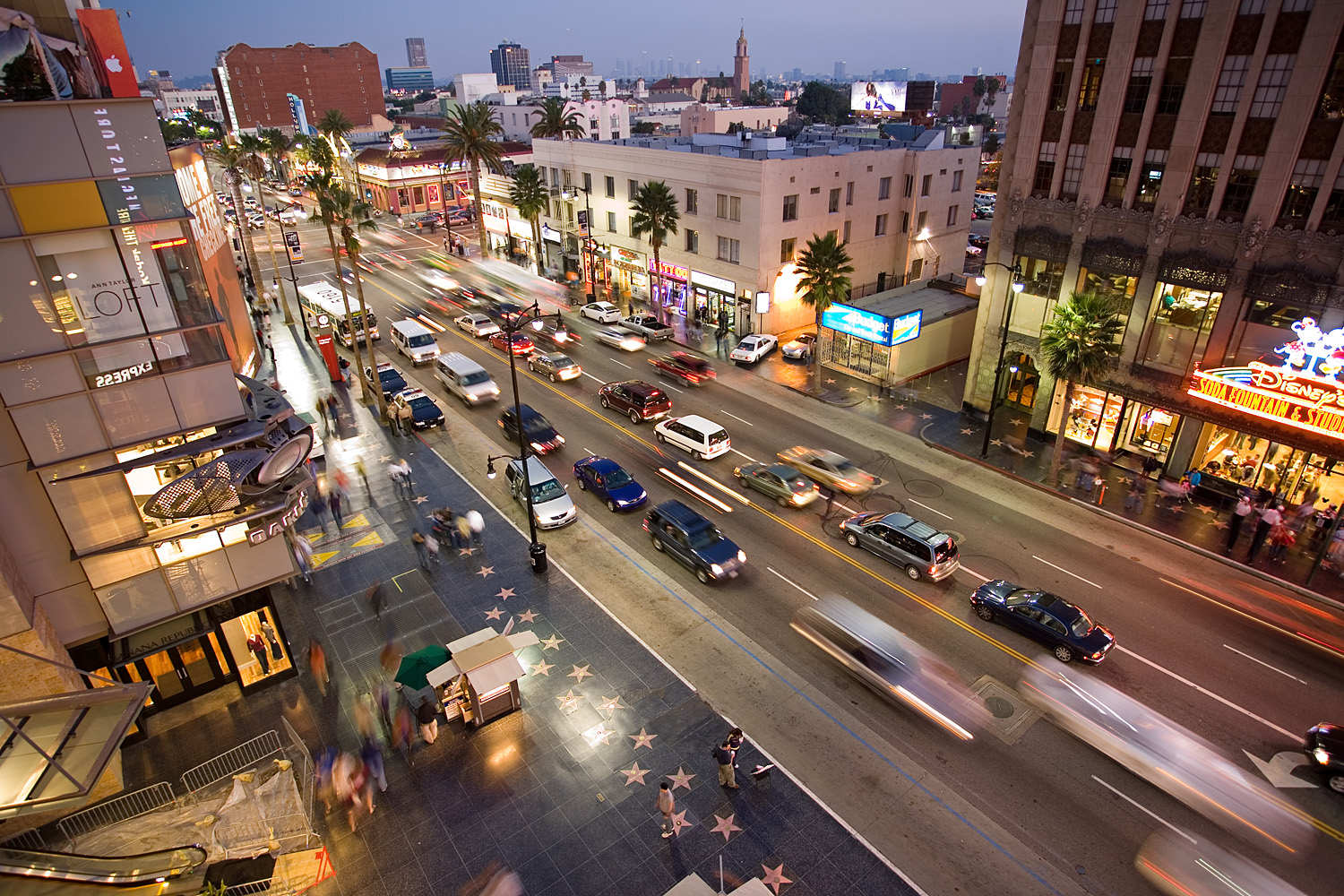
A Calçada da Fama, bloco 6800 da Hollywood Boulevard.

A Calçada da Fama percorre 1,3 milhas (2,1 km) de leste para oeste na Hollywood Boulevard a partir da North Gower Street até a Norte La Brea Avenue, além de um pequeno segmento da Marshfield Way que percorre na diagonal entre Hollywood e La Brea; e 0,4 milhas (0,7 quilômetros) de norte a sul na Vine Street, entre a Yucca Street e Sunset Boulevard.
De acordo com um relatório de 2003 feito pela empresa de pesquisa de mercado NPO Plog Research, a Calçada atrai cerca de 10 milhões de visitantes por ano, mais do que Sunset Strip, Grauman's Chinese Theatre (Teatro Chines), o Queen Mary e o Los Angeles County Museum of Art e tem desempenhado um papel importante no turismo da maior indústria no condado de Los Angeles.
De todas as estrelas na Calçada até hoje, 47% foram concedidas na categoria Indústria cinematográfica, 24% em Indústria televisiva, 17% em Indústria da música, 10% em Indústria de radiodifusão, e menos de 2% na categoria Indústria de teatro. Cerca de 20 novas estrelas são adicionadas a cada ano.
Em 6 de março de 2014, a calçada era composta por 2.518 estrelas. Cada estrela é rosa, feita de um mármore chamado terrazo e com um escudo de latão (e não bronze, como é muito difundido) com o nome do homenageado e uma figura relacionada a sua área.

### Características
| Desenho do escudo            | Área do artista           |
| ---------------------------- | ------------------------- |
| Câmera                       | Indústria Cinematográfica |
| Televisão                    | Indústria televisiva      |
| Fonógrafo                    | Indústria da música       |
| Microfone                    | Indústria de radiodifusão |
| Máscaras de comédia/tragédia | Indústria de teatro       |

### Estrelas especiais

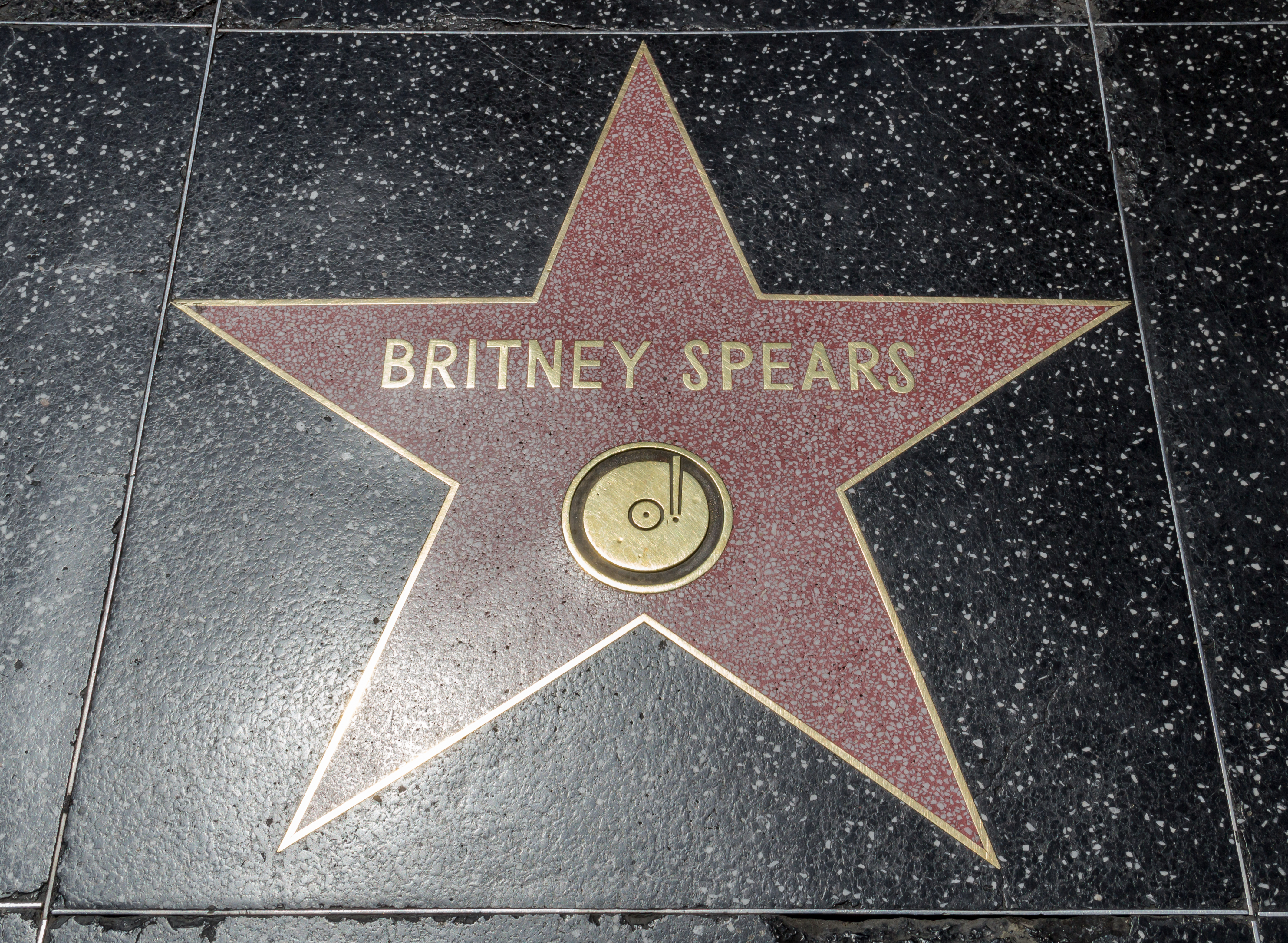
Estrela de Britney Spears, pessoa mais jovem a receber a honraria.

Esta categoria visa reconhecer as várias contribuições de entidades empresariais, organizações sociais e homenageados especiais que exibe emblemas exclusivos para aqueles homenageados. Por exemplo, a estrela de ex-prefeito de Los Angeles Tom Bradley exibe o selo da cidade de Los Angeles; o emblema do Departamento de Polícia de Los Angeles (LAPD) é uma réplica de um crachá da Divisão de Hollywood; e as estrelas que representam corporações, como a Victoria's Secret e os Los Angeles Dodgers, exibem o logotipo corporativo dos homenageados. O monumento a missão Apollo 11, por exemplo, foi moldados exclusivamente por quatro luas circulares idênticas, com os nomes dos três astronautas (Neil A. Armstrong, Buzz Aldrin, Michael Collins) com data do primeiro pouso na Lua (20 de julho de 1969), e estão localizadas em cada um dos quatro cantos do cruzamento da Hollywood Boulevard e Vine Street. As estrelas especiais são monumentos concedidos pela Câmara de Comércio de Hollywood, mas não fazem propriamente parte da Calçada da Fama e estão apenas localizadas nas proximidades.

## História

### Origem
Em 1953 o presidente da Câmara de Comércio de Hollywood, E. M. Stuart, teve a ideia de criar uma Calçada da Fama, como forma de "manter a glória de uma comunidade cujo nome significa glamour e emoção nos quatro cantos do mundo." Uma comissão foi formada para aprofundar a ideia, e uma empresa de arquitetura foi contratada para desenvolver propostas específicas. Por volta de 1955, o conceito básico do projeto geral tinha sido acordado, e os planos foram apresentados à Câmara Municipal de Los Angeles. Existem várias versões para a origem do conceito das estrelas na calçada, uma delas seria a do histórico Hotel Hollywood - que funcionou por mais de 50 anos na Hollywood Boulevard, local hoje ocupado pelo complexo do Teatro Dolby - estrelas eram exibidas no teto da sala de jantar em homenagem aos seus mais famosos clientes celebridades, e que pode ter servido como uma inspiração. Em fevereiro de 1956, um protótipo foi apresentado.

### Seleção e construção

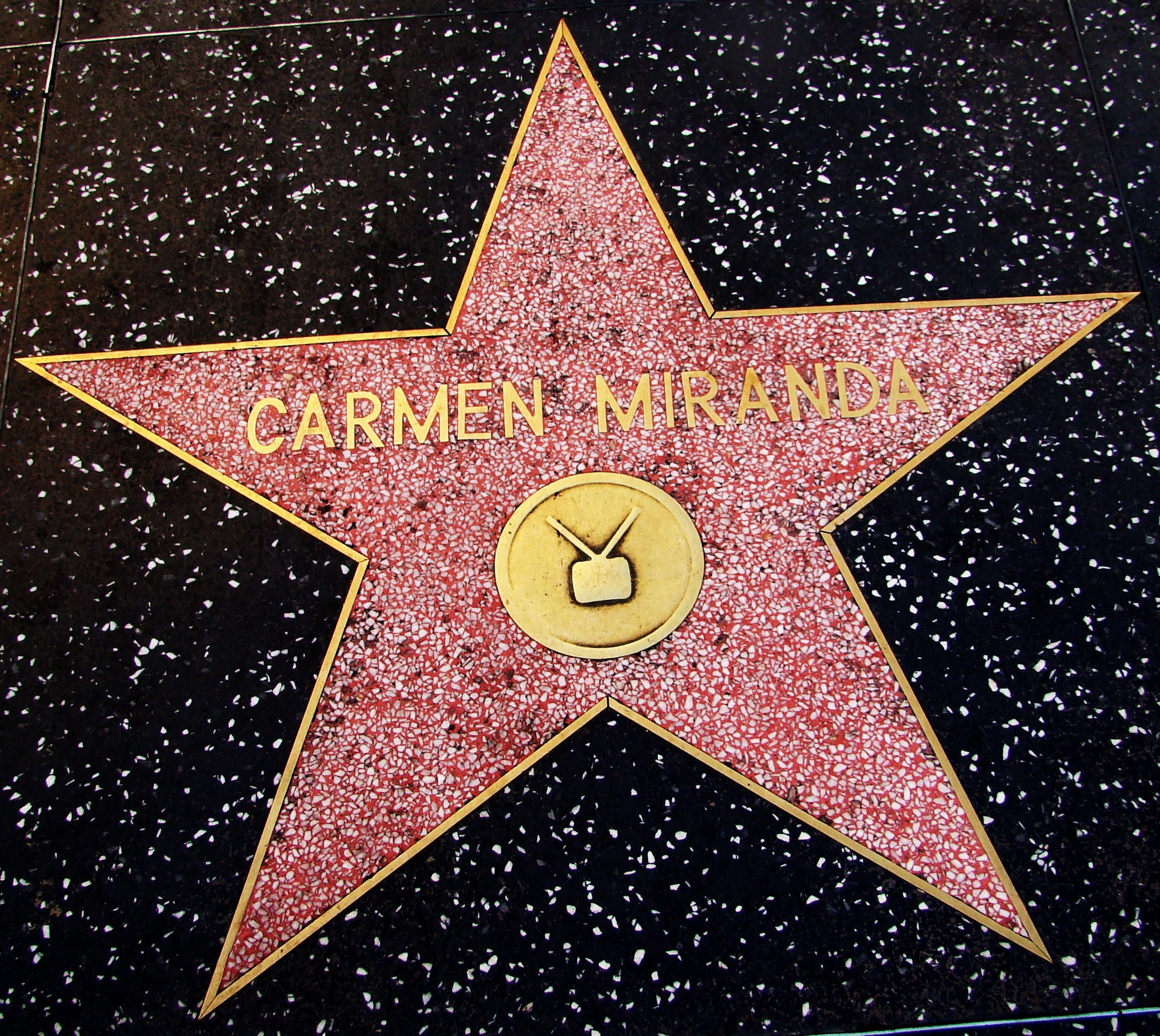
6262 Hollywood Blvd - Estrela de Carmen Miranda, a primeira latino-americana a ter seu nome na Calçada.

Em março de 1956, o projeto final havia sido aprovado, e entre a primavera de 1956 e outono de 1957, 1.558 homenageados foram selecionados por comitês que representavam os quatro principais ramos da indústria do entretenimento na época: Cinema, Televisão, Indústria fonográfica e rádio. Um requisito estipulado pela comissão da Indústria fonográfica (e mais tarde anulada) especificava a venda de no mínimo 1 milhão de gravações ou 250 mil álbuns para todos os candidatos da categoria. O comitê logo percebeu que muitos artistas importantes seriam excluídos da calçada por essa exigência. Como resultado, a National Academy of Recording Arts and Sciences foi formada com o objetivo de criar um sistema de premiação separada para mundo da música. Os primeiros Grammy Awards foram apresentados em Beverly Hills, em 1959. A construção da calçada começou em 1958, mas dois processos atrasaram sua conclusão. O primeiro foi apresentado por proprietários locais que contestavam a legalidade de 1.250 mil dólares de imposto cobrado sobre eles para pagar a calçada, juntamente com a nova iluminação pública e árvores. O segundo processo, aberto por Charles Chaplin, Jr., buscava uma indenização pela exclusão de seu pai, cuja nomeação havia sido retirado devido à pressão de vários bairros. O processo foi arquivado em 1960 abrindo o caminho para a conclusão do projeto.
Joanne Woodward é muitas vezes apontada como a primeira a receber uma estrela na Calçada da Fama de Hollywood, na verdade não houve uma "primeira"; as estrelas originais foram instalados como um projeto contínuo, sem cerimônias individuais. O nome de Woodward foi um dos oito sorteados aleatoriamente a partir de 1.558 nomes inscritos em oito estrelas "de exibição" que foram construídas durante a construção permanente. Elas foram instaladas temporariamente no canto noroeste da Hollywood Boulevard e Highland Avenue, em agosto de 1958, para gerar publicidade e demonstrar como a Calçada seria. Os outros sete nomes foram os de Olive Borden, Ronald Colman, Louise Fazenda, Preston Foster, Burt Lancaster, Edward Sedgwick, e Ernest Torrence. A inauguração oficial ocorreu em 08 fevereiro de 1960. A lenda sobre Joanne Woodward pode ter se originado, de acordo com fontes, porque ela foi a primeira a posar com sua estrela para fotógrafos.

### Estagnação e revitalização

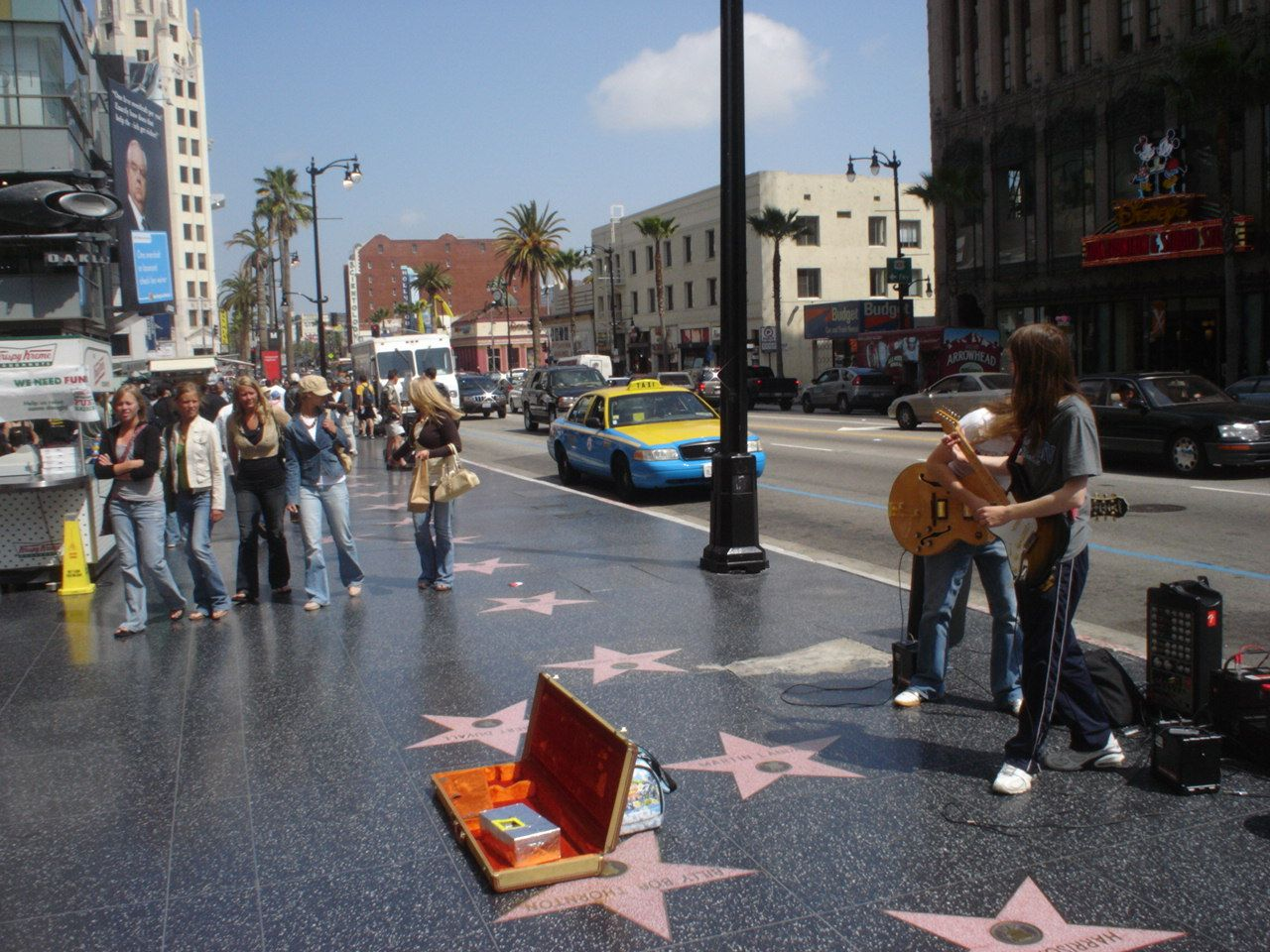
Artistas de rua tocando na Calçada da Fama.

Embora originalmente concebida em parte para incentivar o redesenvolvimento da Hollywood Boulevard, os anos 1960 e 1970 foram períodos de decadência urbana prolongada na área de Hollywood com os moradores se mudando para os subúrbios da cidade. Mais 1.500 estrelas foram instaladas entre 1960-1961, depois oito anos se passaram sem a adição de uma nova estrela.
Em 1962, a Câmara Municipal de Los Angeles aprovou uma lei nomeando a Câmara de Comércio de Hollywood como "the agent to advise the City" sobre a adição de novos nomes a calçada, e a Câmara, ao longo dos seis anos seguintes, criou regras, procedimentos e métodos de financiamento para fazê-lo.
Em dezembro de 1968, Richard D. Zanuck foi premiado com a primeira estrela em oito anos em uma cerimônia de apresentação apresentada por Danny Thomas. Em julho de 1978, a prefeitura de Los Angeles nomeou a Calçada da Fama de Hollywood um Monumento Histórico e Cultural da cidade, estabelecendo-se como uma atração turística importante. A partir de 1968, Johnny Grant (1923-2008) prefeito honorário de Hollywood, estimulou a publicidade e a cobertura da imprensa internacional, exigindo também que cada homenageado fosse pessoalmente a inauguração da cerimônia de sua estrela. Johnny recordou mais tarde que "foi difícil conseguir que as pessoas vinhe-se a aceitar uma estrela na Calçada da Fama de Hollywood" até que a região da Boulevard fosse finalmente recuperada a partir dos anos 80.
Em 1980, Johnny Grant aprovou uma taxa de $2.500, pagos pelo homenageado ou entidade de nomeação do destinatário, para financiar a manutenção da Calçada da Fama. Essa taxa tem aumentado progressivamente ao longo do tempo; em 2002 seu valor era de $15.000, em 2012 tinha chegado a $30.000. Grant foi premiado com uma estrela em 1980 por seu trabalho na televisão, e em 2002 ele recebeu uma segunda estrela na categoria "especial" pelo reconhecimento de seu papel na melhoria e popularização da calçada da fama.

### Expansão

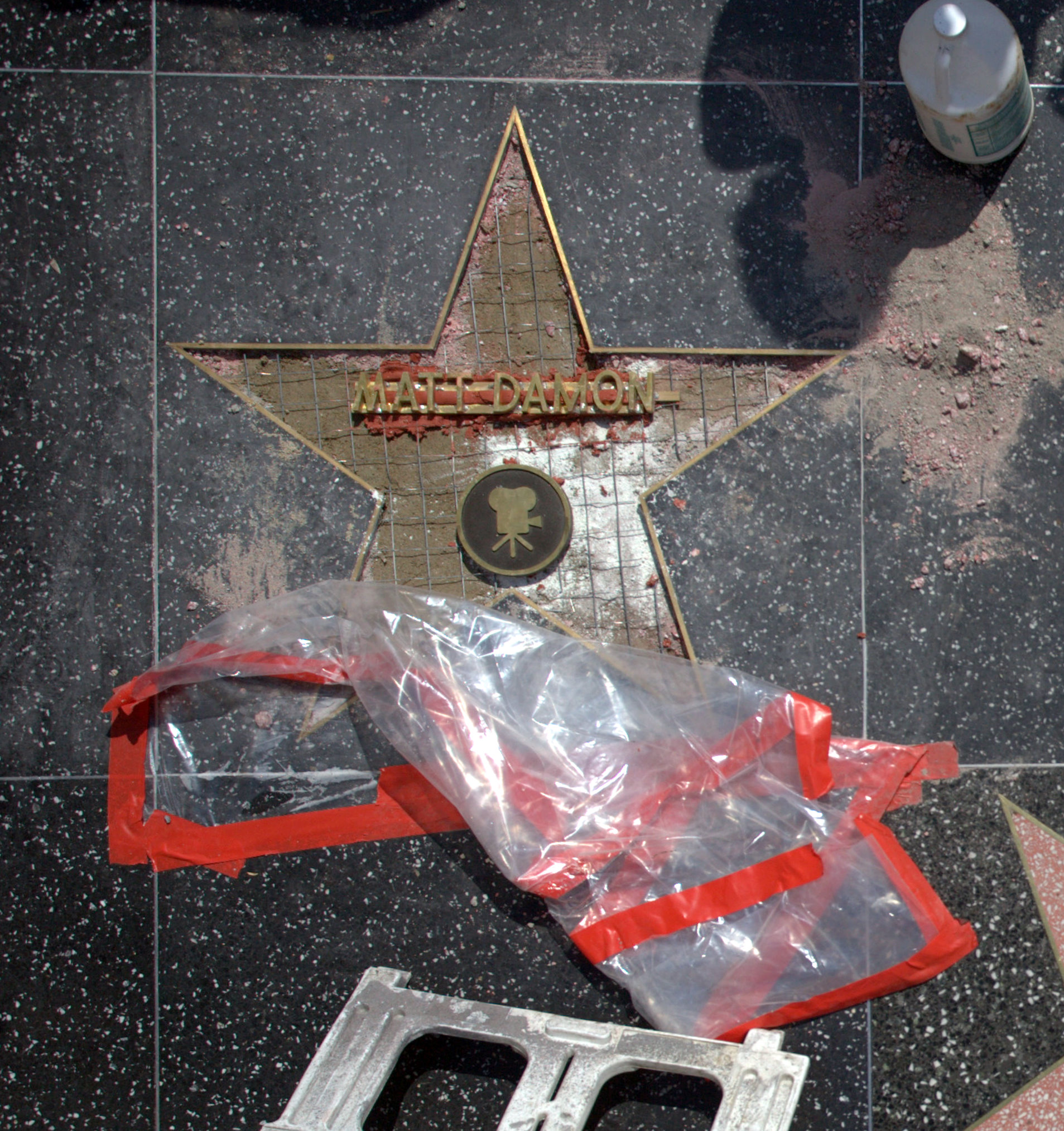
Estrela de Matt Damon em construção.

Em 1984, uma quinta categoria, a Indústria de teatro, foi adicionada a calçada para permitir o reconhecimento das contribuições do ramo da indústria do entretenimento teatral, e uma segunda fileira de estrelas foi criada em cada calçada para alternar com as estrelas existentes.
Em 1994, a Calçada da Fama foi estendida para oeste na Hollywood Boulevard, Sycamore Avenue e ao norte da LaBrea Avenue, onde termina na praça "Four Ladies of Hollywood". No mesmo ano, Sophia Loren foi homenageada com a estrela de número 2.000.
Durante a construção de túneis para o sistema de metrô de Los Angeles, em 1996, a Autoridade de Transporte Metropolitano removeram e armazenaram mais de 300 estrelas.

### Restauração
Em 2008, um projeto de restauração a longo prazo começou com uma avaliação de todas as 2.365 estrelas na Calçada da época, cada um recebendo uma carta de grau A, B, C, D ou F. Nas estrelas com notas "F", foram indicados os danos mais graves, outras cinquenta estrelas receberam notas "D". Pelo menos 778 estrelas foram eventualmente reparadas ou substituídas a um custo estimado de US$ 4 milhões.
Para incentivar o financiamento suplementar para o projeto, o programa "Amigos da Calçada da Fama" foi inaugurado. Absolut Vodka foi a primeira empresa amiga e doou US$ 1 milhão, seguida da L'Oréal. Os amigos da calçada são reconhecidos com placas honoríficas adjacentes à Calçada da Fama em frente ao Teatro Dolby. O programa porém recebeu algumas críticas.

## A calçada hoje

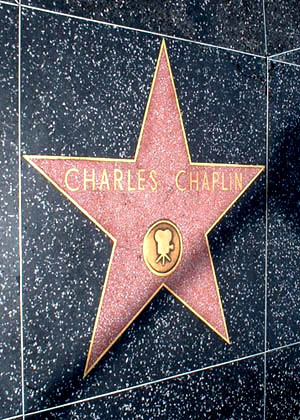
Estrela de Charlie Chaplin, instalada em 1972.

### Homenageados com mais de uma estrela
Gene Autry é o único homenageado com estrelas em todas as cinco categorias. Bob Hope, Mickey Rooney, Roy Rogers, e Tony Martin tem cada um quatro estrelas em quatro categorias. Trinta e três pessoas, incluindo Bing Crosby, Dean Martin, Frank Sinatra, Dinah Shore, Gale Storm, Danny Kaye, e Jack Benny, tem três estrelas cada.
Sete artistas tem duas estrelas na mesma categoria por realizações distintas: Michael Jackson, como performance solo e como membro do The Jackson 5; Diana Ross, como membro da The Supremes e por seu trabalho solo; Smokey Robinson, também como um artista solo e como membro da The Supremes; e John Lennon, George Harrison, Ringo Starr e Paul McCartney, cada um com uma estrela individual e como membros dos Beatles. Cher perdeu a chance de ser homenageada, já que se recusou a agendar sua participação pessoal e obrigatória quando foi selecionada em 1983. Ela esteve presente na inauguração da estrela Sonny & Cher, em 1998, como uma homenagem ao seu ex-marido, Sonny Bono.
George Eastman é o único homenageado com duas estrelas na mesma categoria pela mesma realização, a invenção do filme fotográfico.

### Adições controversas
O nome de Charles Chaplin foi censurado entre os primeiros homenageados, e logo suas impressões foram retiradas do local por conta de questões relacionadas com a sua moral (ele havia sido acusado de violar a Lei de Mann Act durante a década de 1940) mas é mais provável, que tivesse sido devido às suas opiniões políticas. Sua estrela foi finalmente adicionada à calçada em 1972, no mesmo ano em que recebeu seu Oscar, independente do motivo que manteve o ator fora da calçada, atualmente ele é uma das estrelas mais fotografadas.
Em 1978, o comitê da Câmara de Comércio de Hollywood, votou contra a concessão de uma estrela ao ator, atleta, escritor, advogado e ativista social Paul Robeson. O clamor da indústria do entretenimento, de círculos cívicos, políticos locais e nacionais, e muitos outros foram tão intensos que a decisão foi revertida quase que imediatamente.

## Galeria

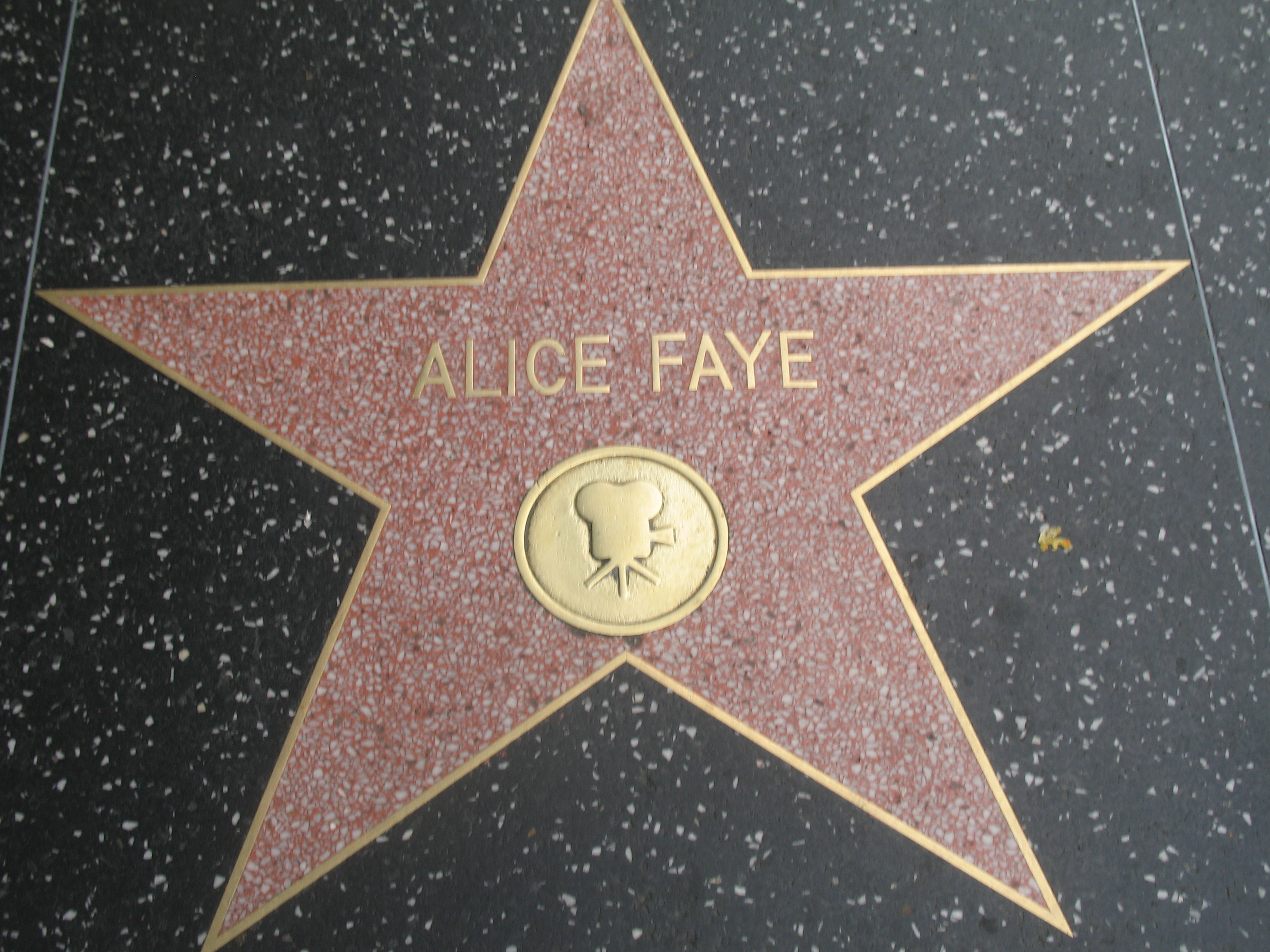
Estrela de Alice Faye.
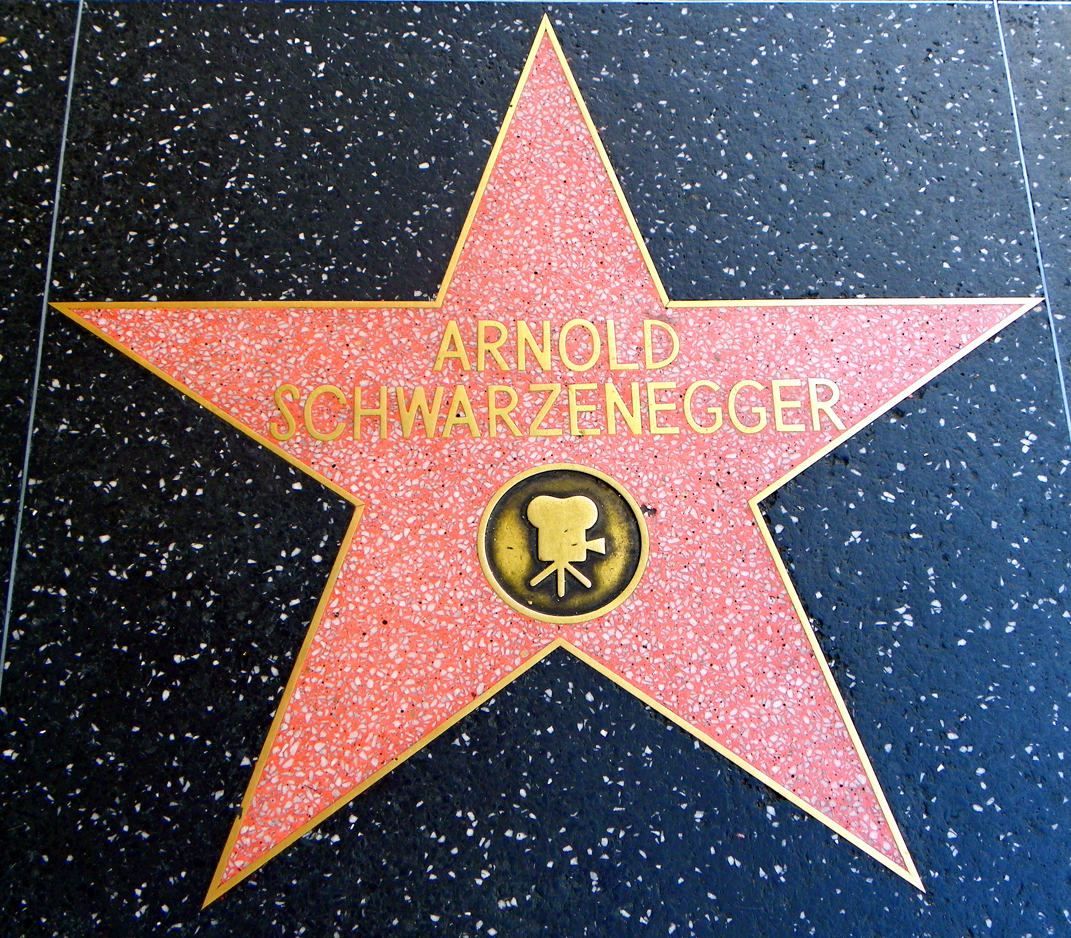
Estrela de Arnold Schwarzenegger.
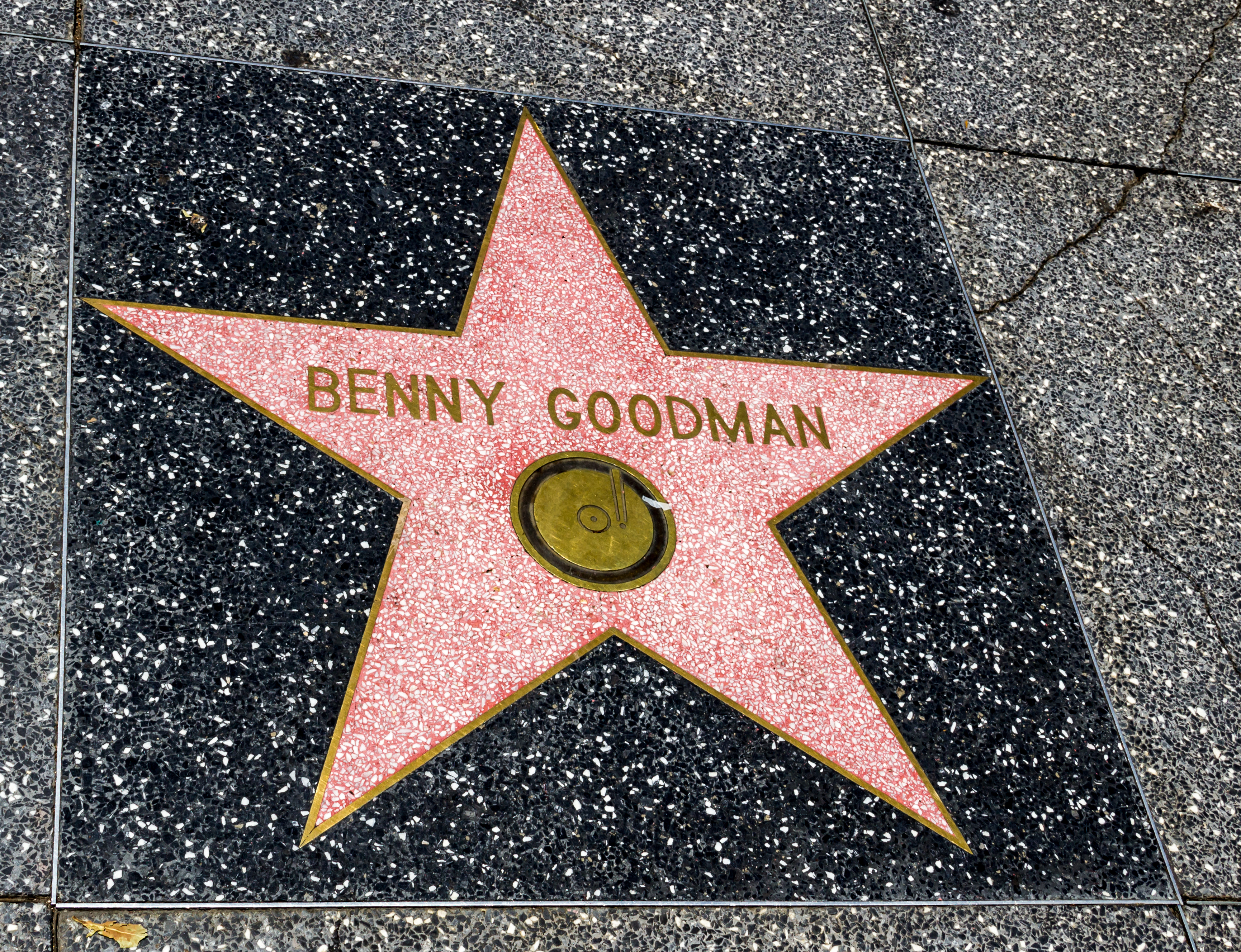
Estrela de Benny Goodman.
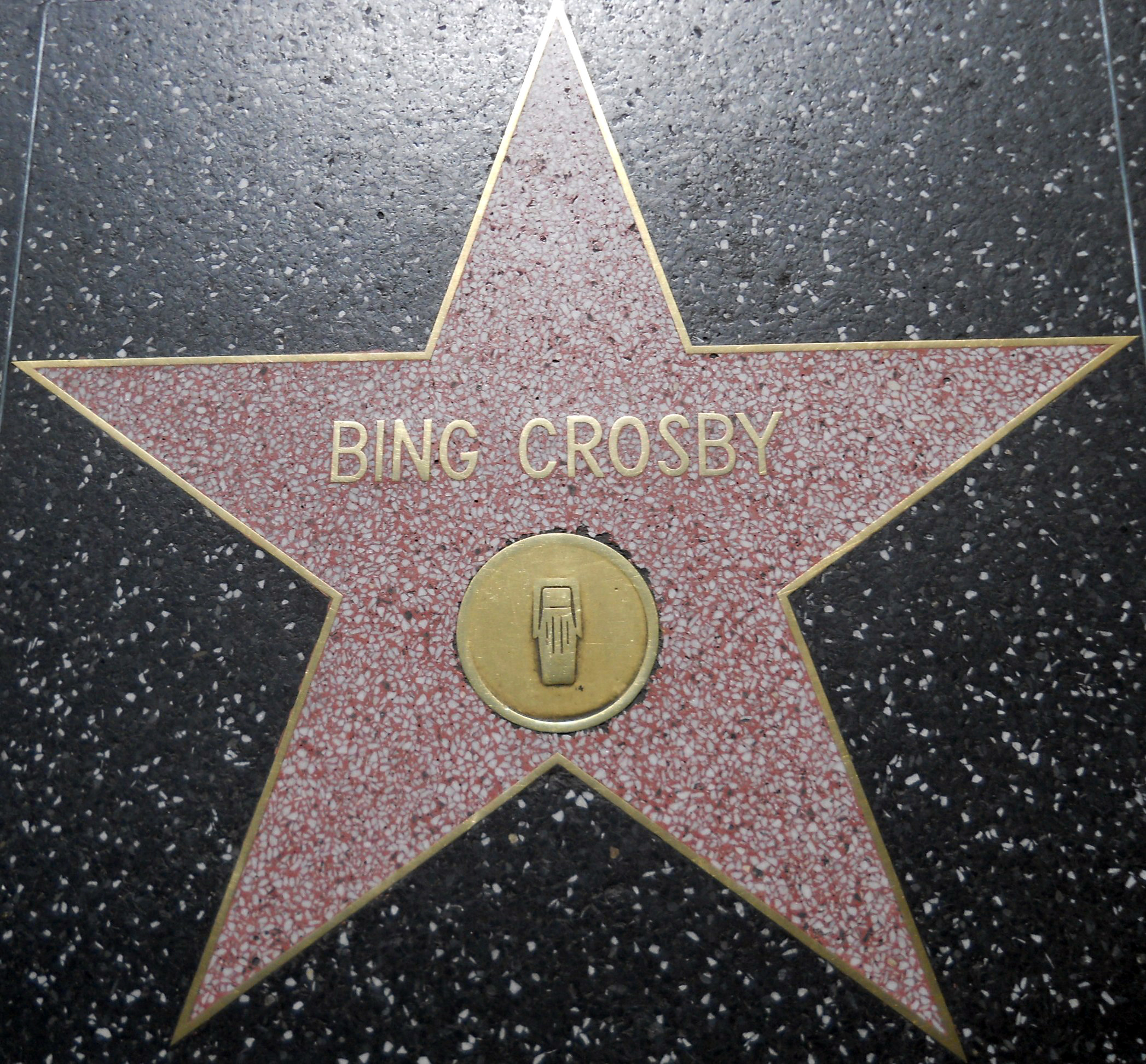
Estrela de Bing Crosby.
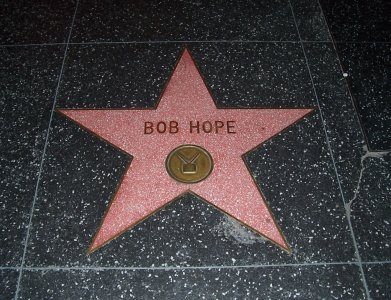
Estrela de Bob Hope.
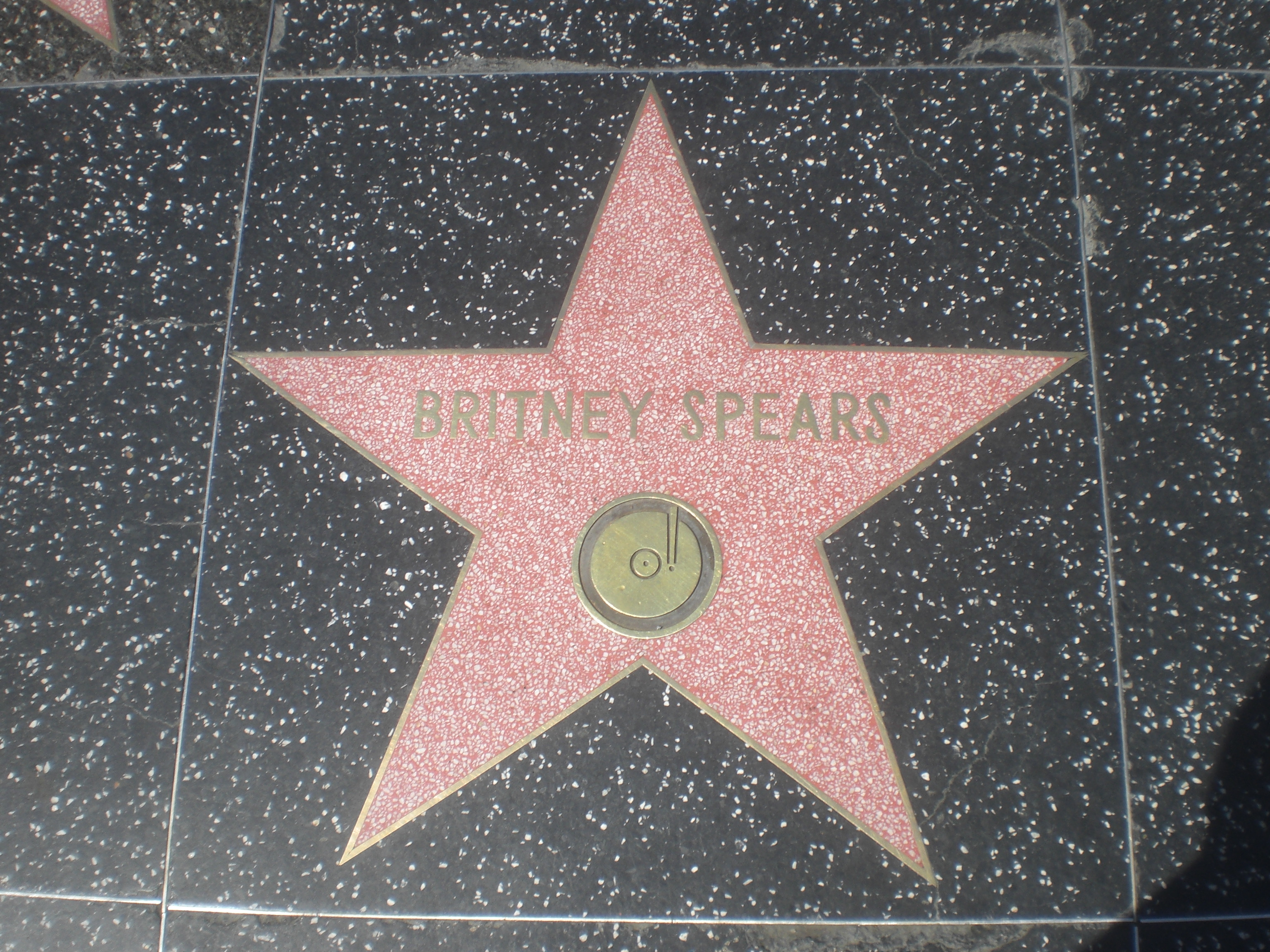
Estrela de Britney Spears.
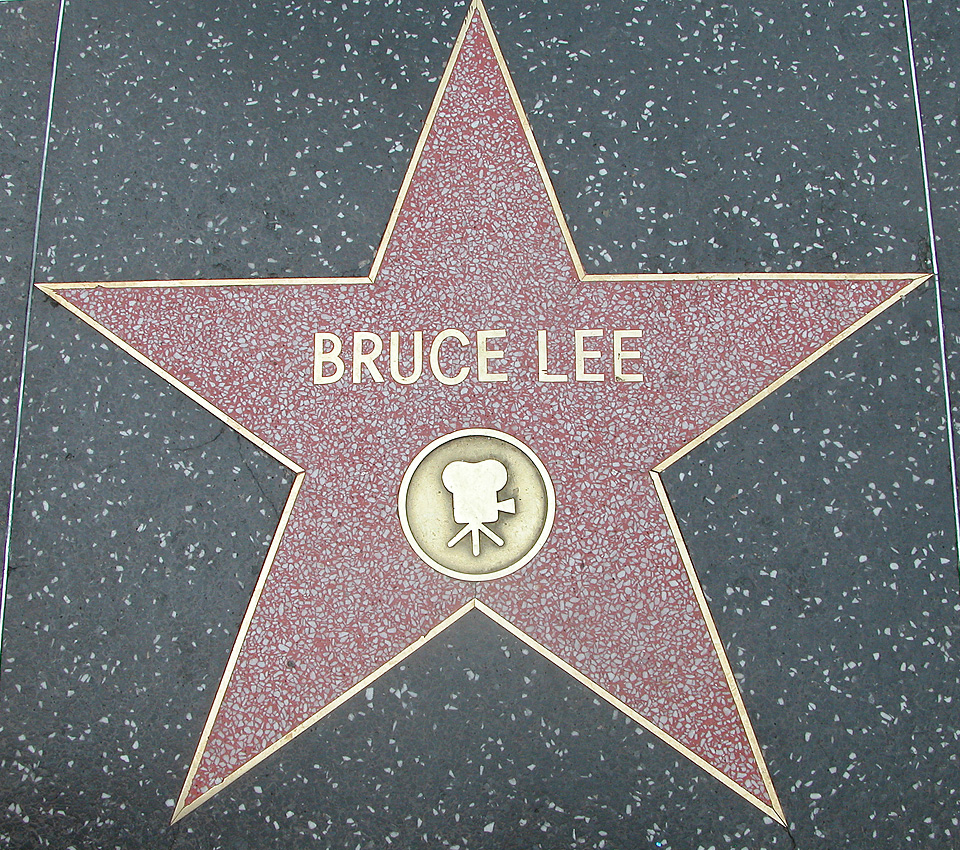
Estrela de Bruce Lee.
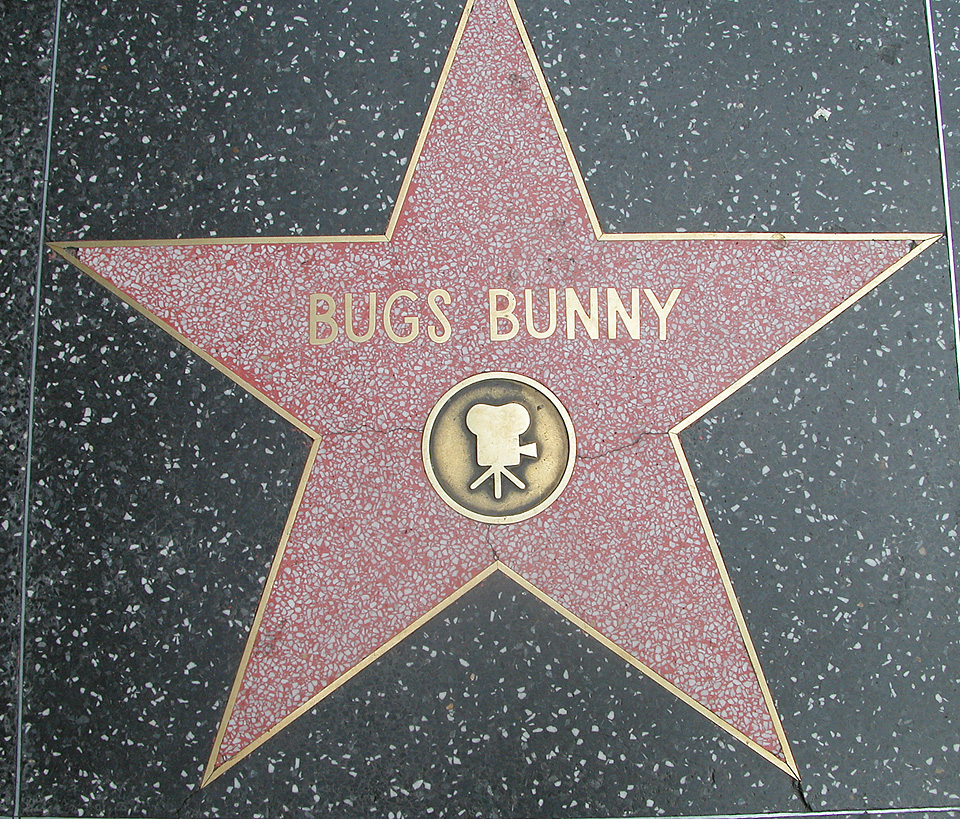
Estrela de Pernalonga.
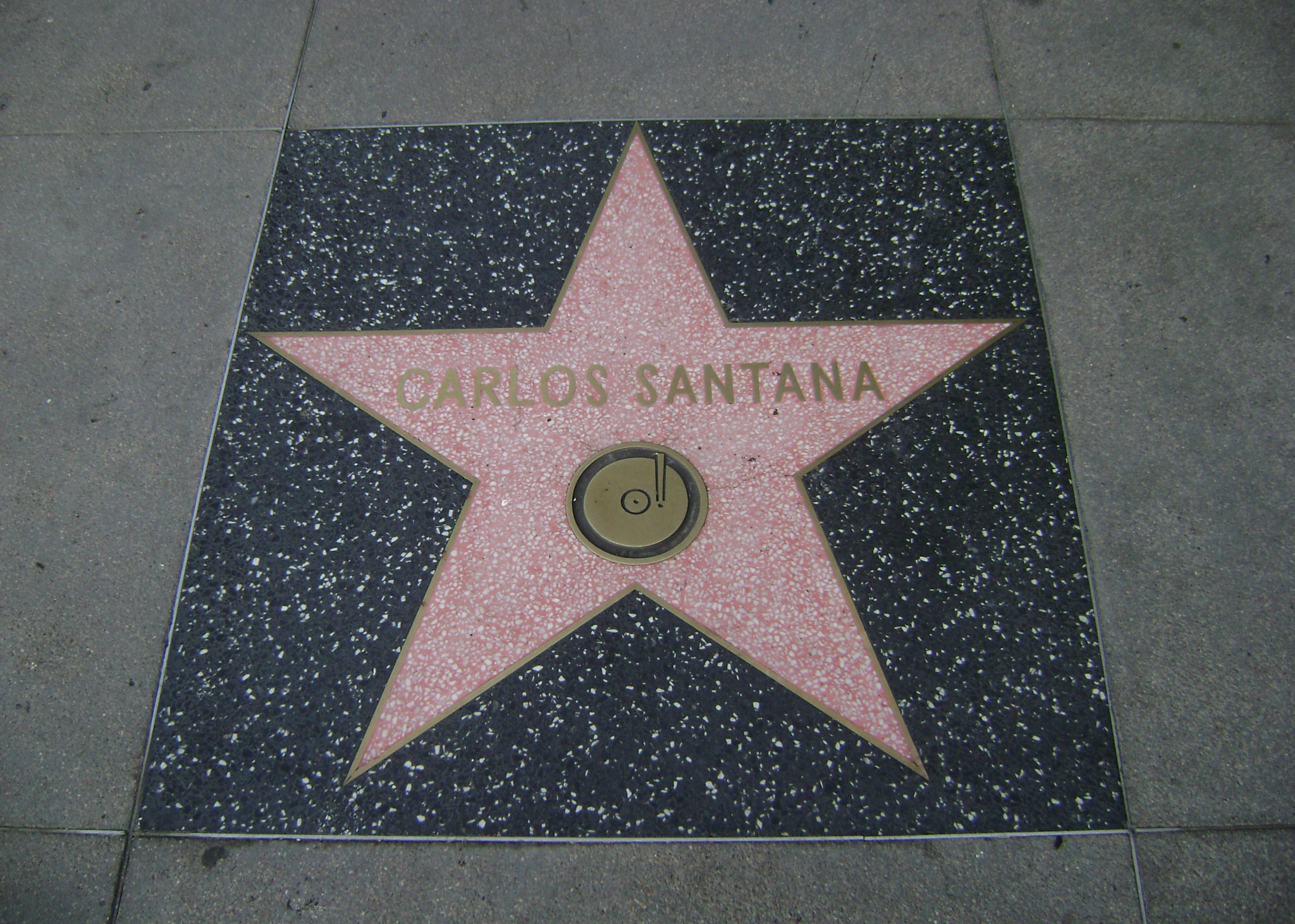
Estrela de Carlos Santana.
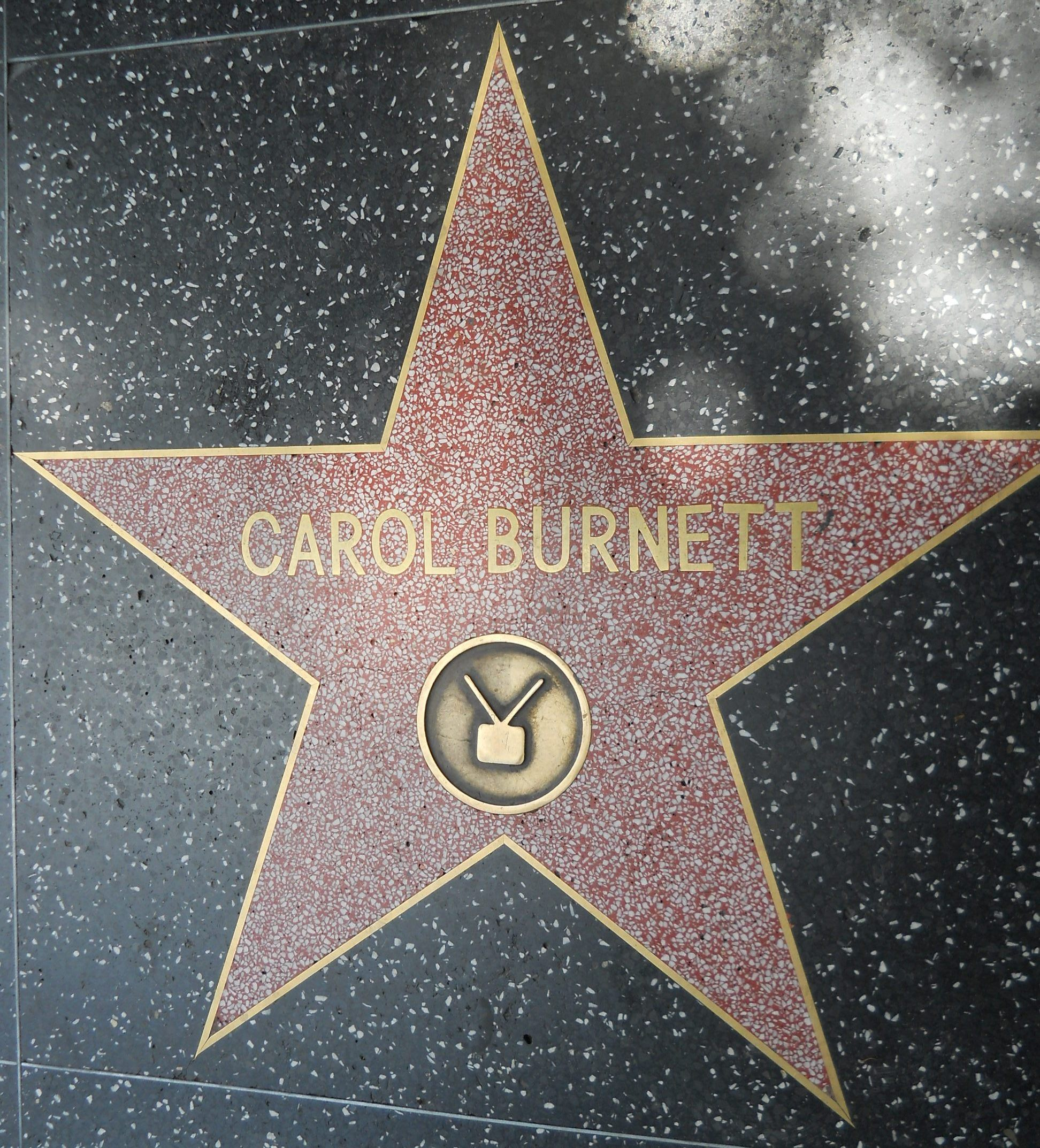
Estrela de Carol Burnett.
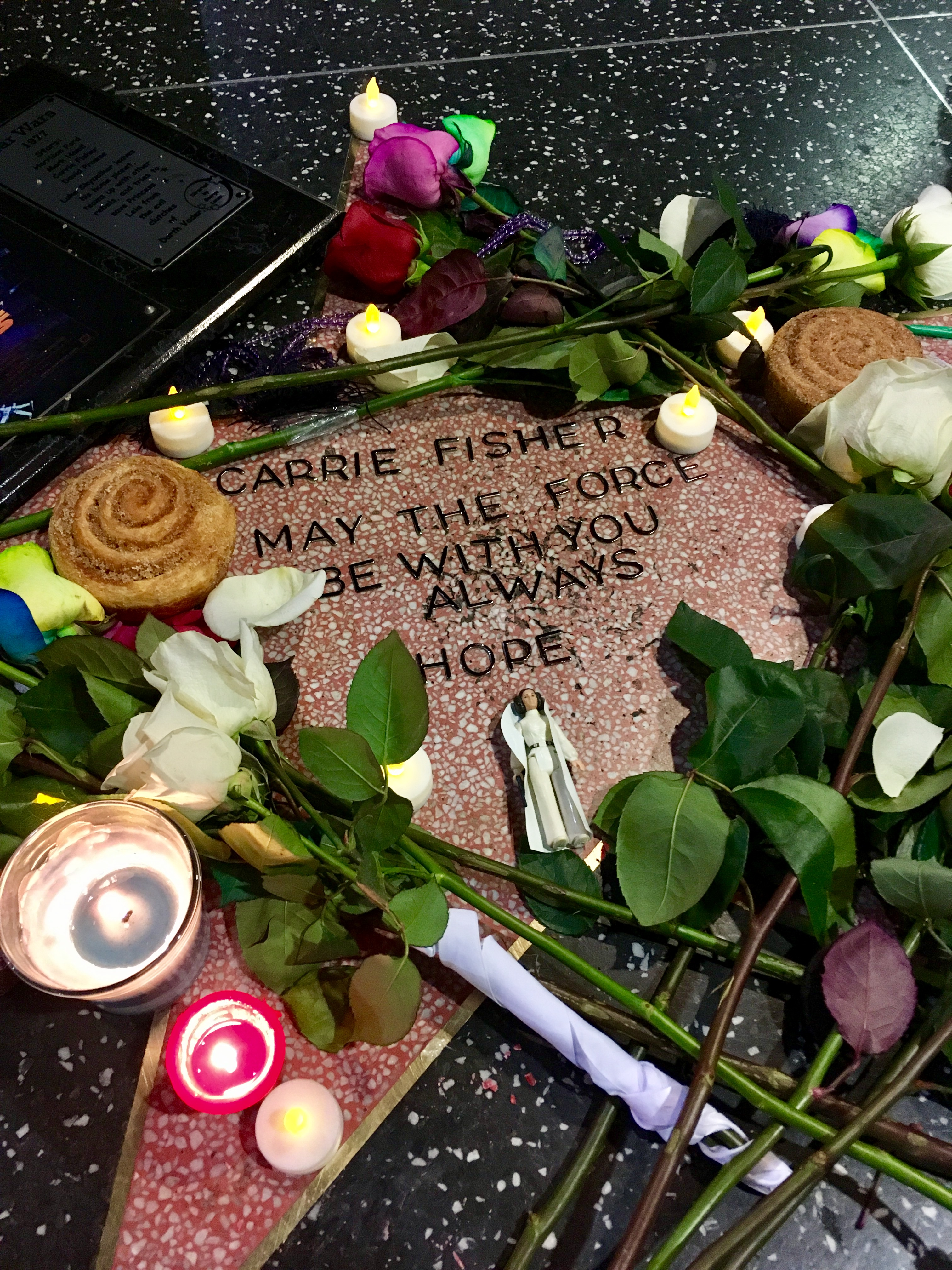
Estrela de Carrie Fisher com homenagens à atriz.
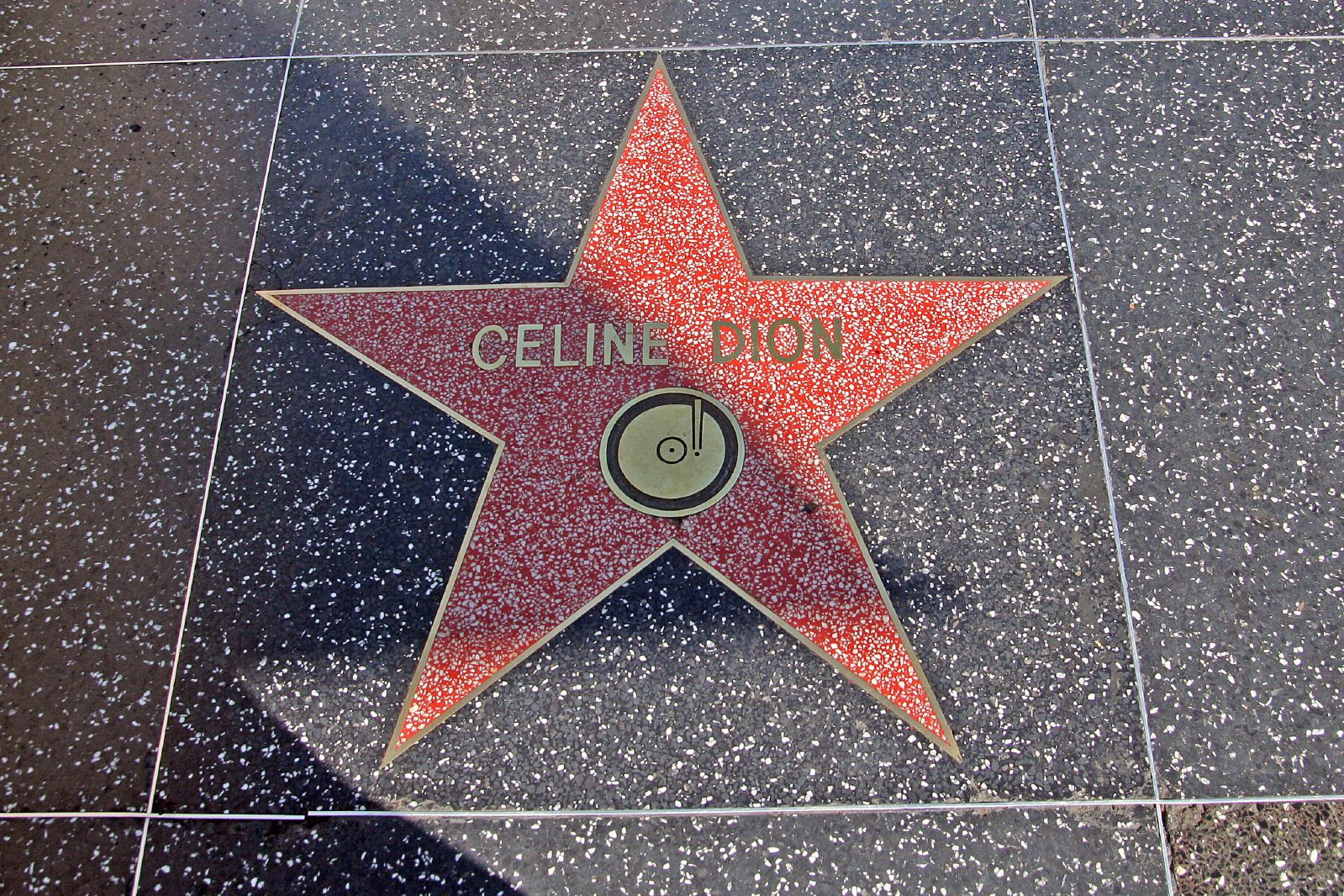
Estrela de Celine Dion.
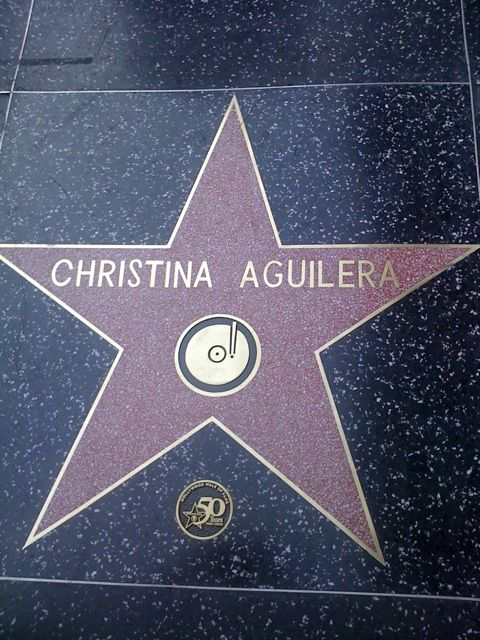
Estrela de Christina Aguilera
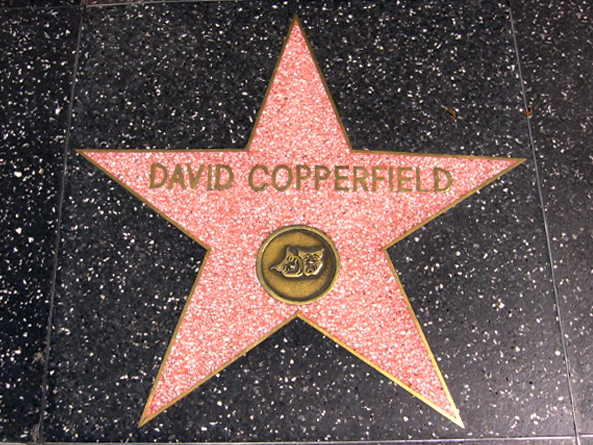
Estrela de David Copperfield.
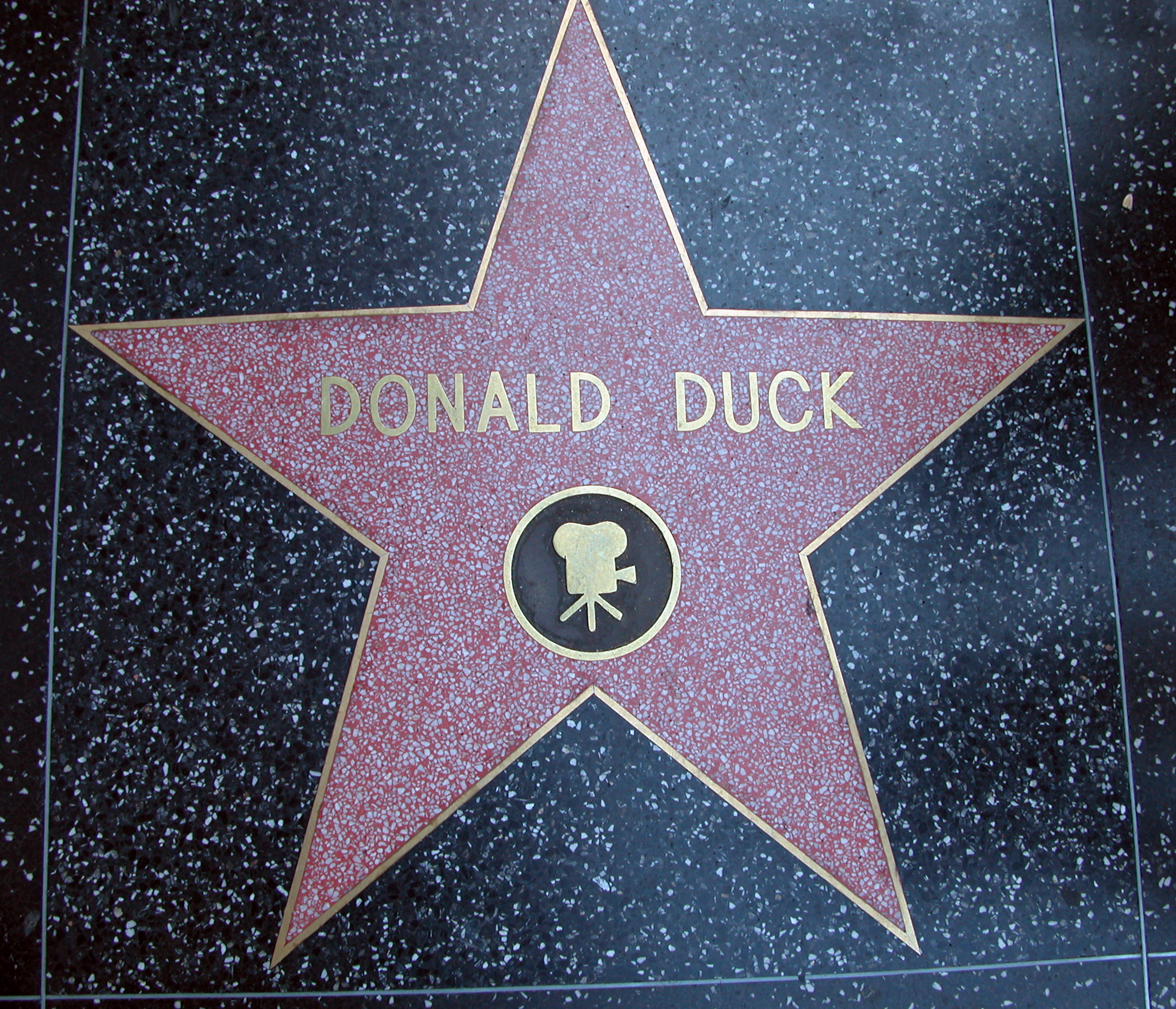
Estrela de Pato Donald.
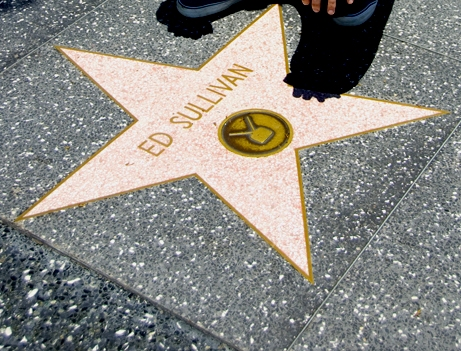
Estrela de Ed Sullivan.
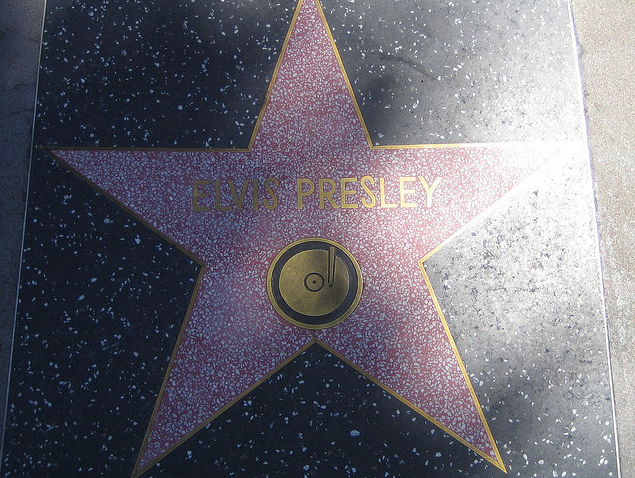
Estrela de Elvis Presley.
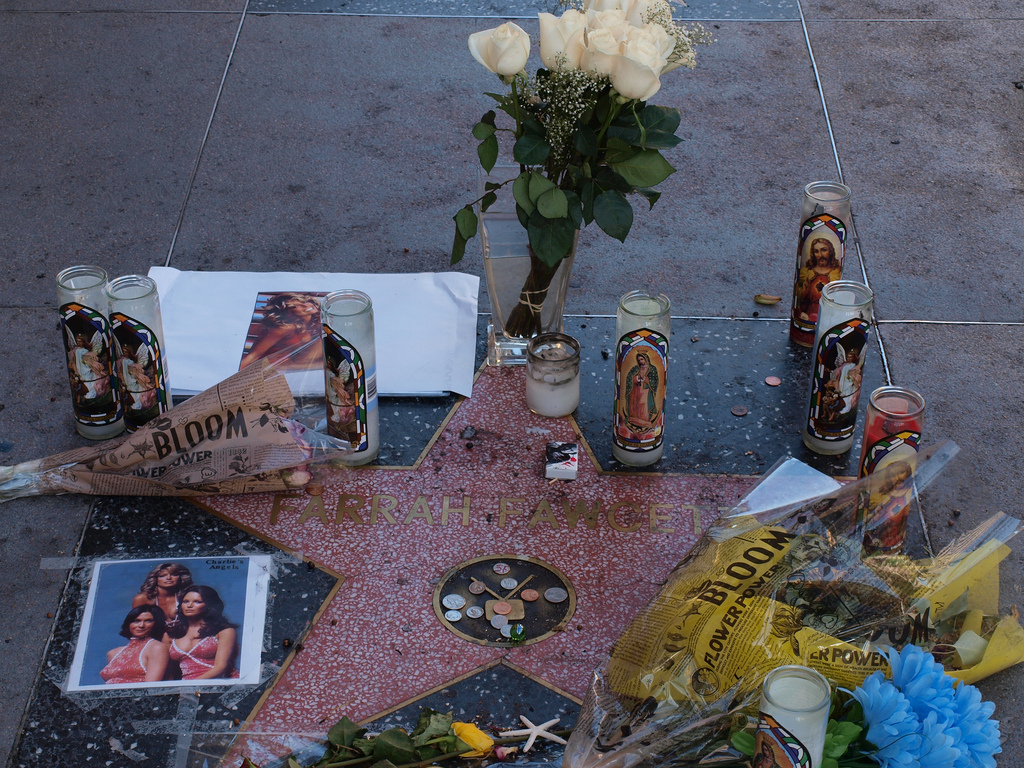
Estrela de Farrah Fawcett.
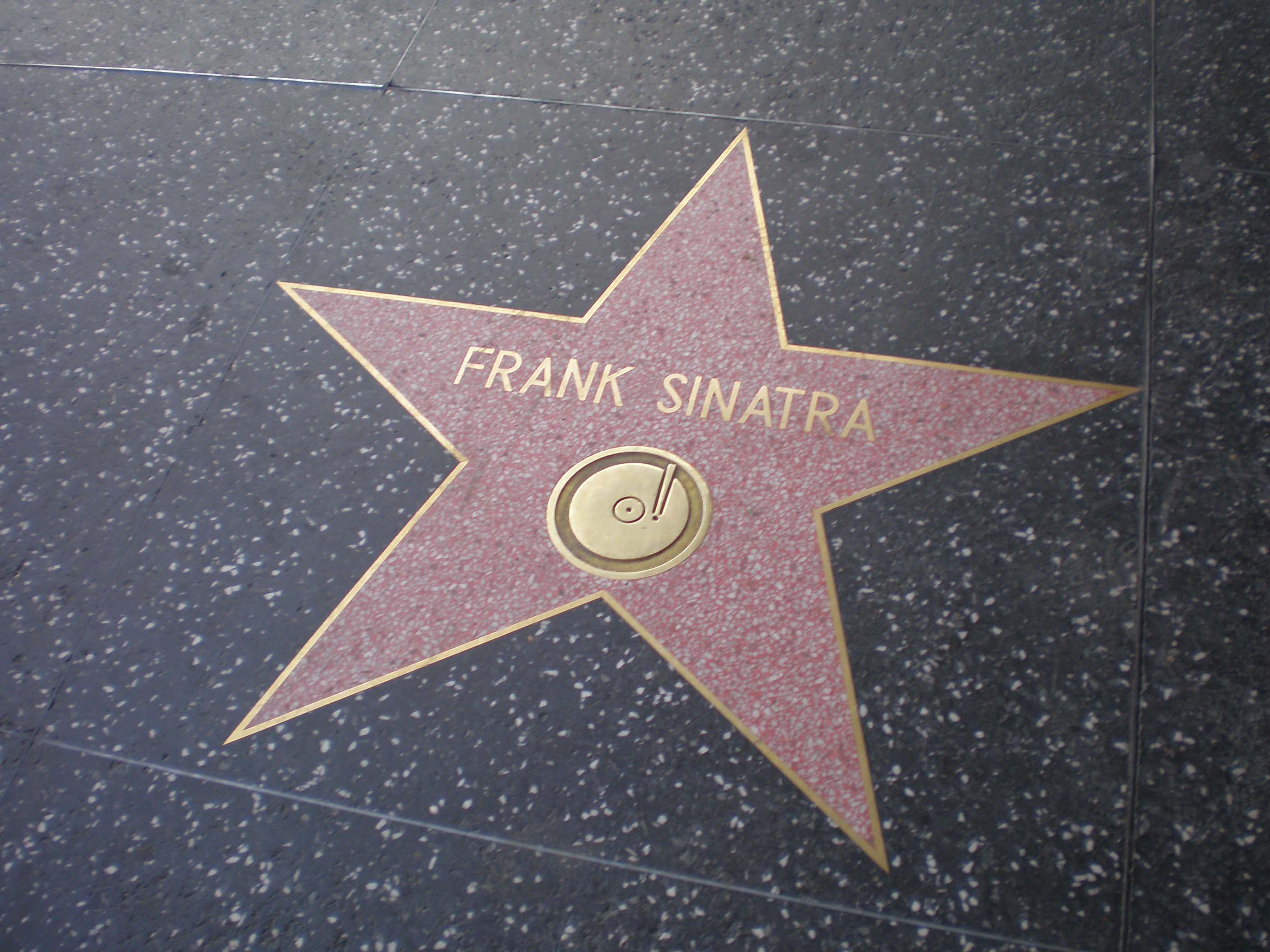
Estrela de Frank Sinatra.
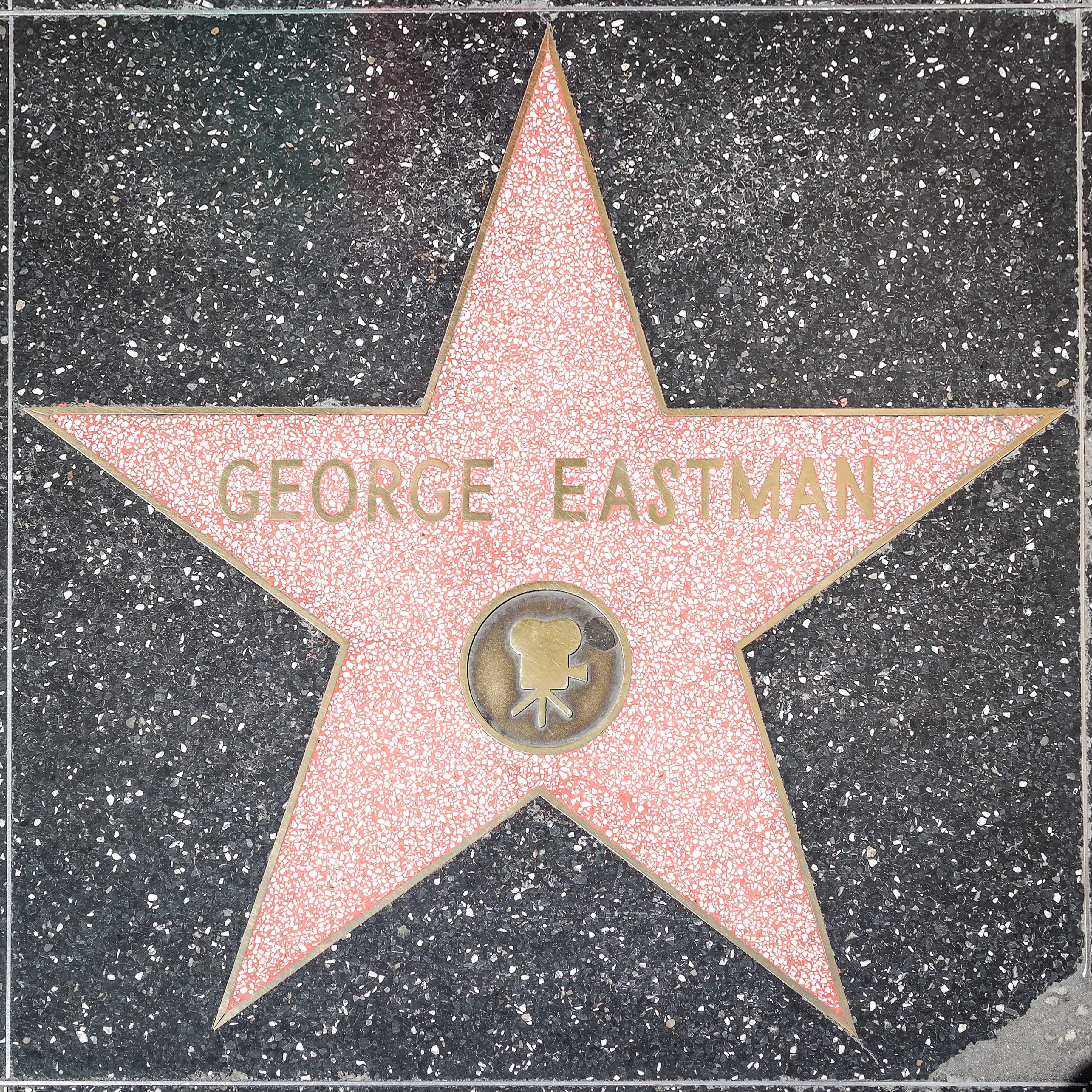
Estrela de George Eastman.
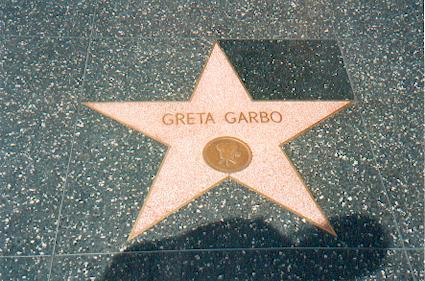
Estrela de Greta Garbo.
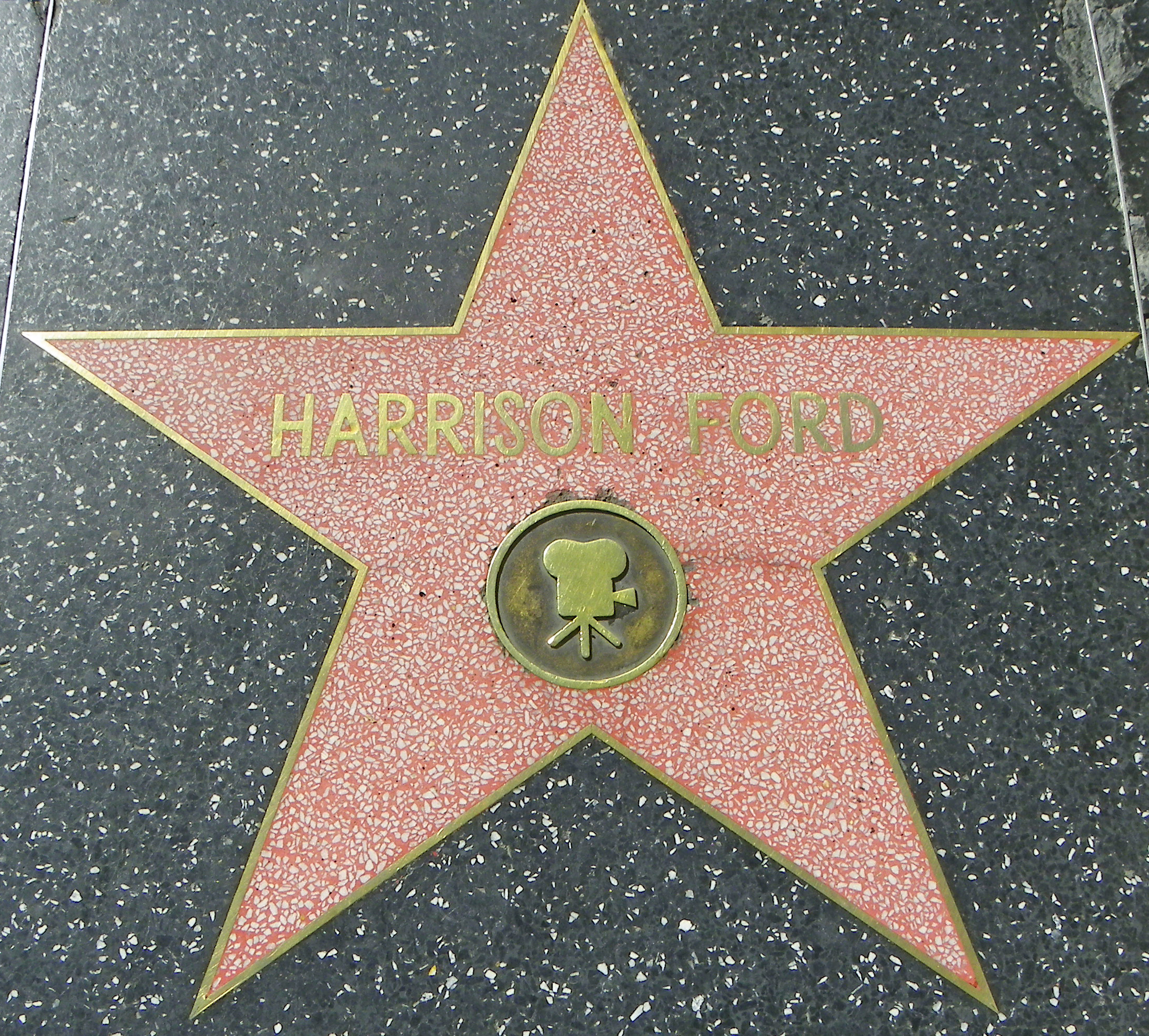
Estrela de Harrison Ford.
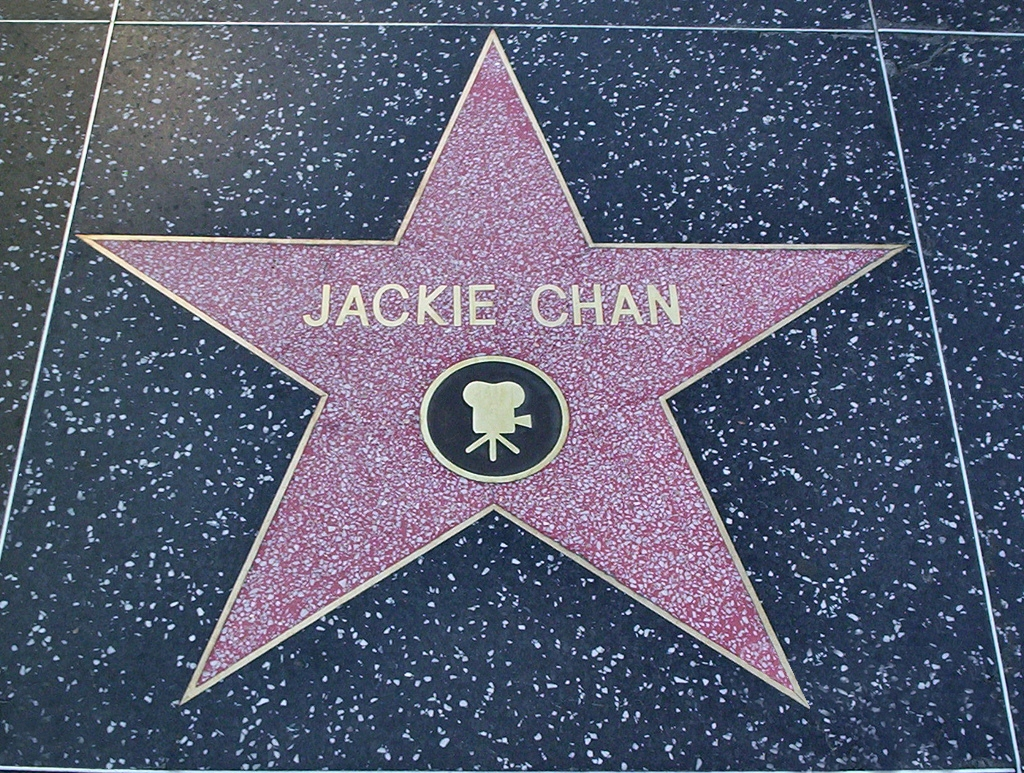
Estrela de Jackie Chan.
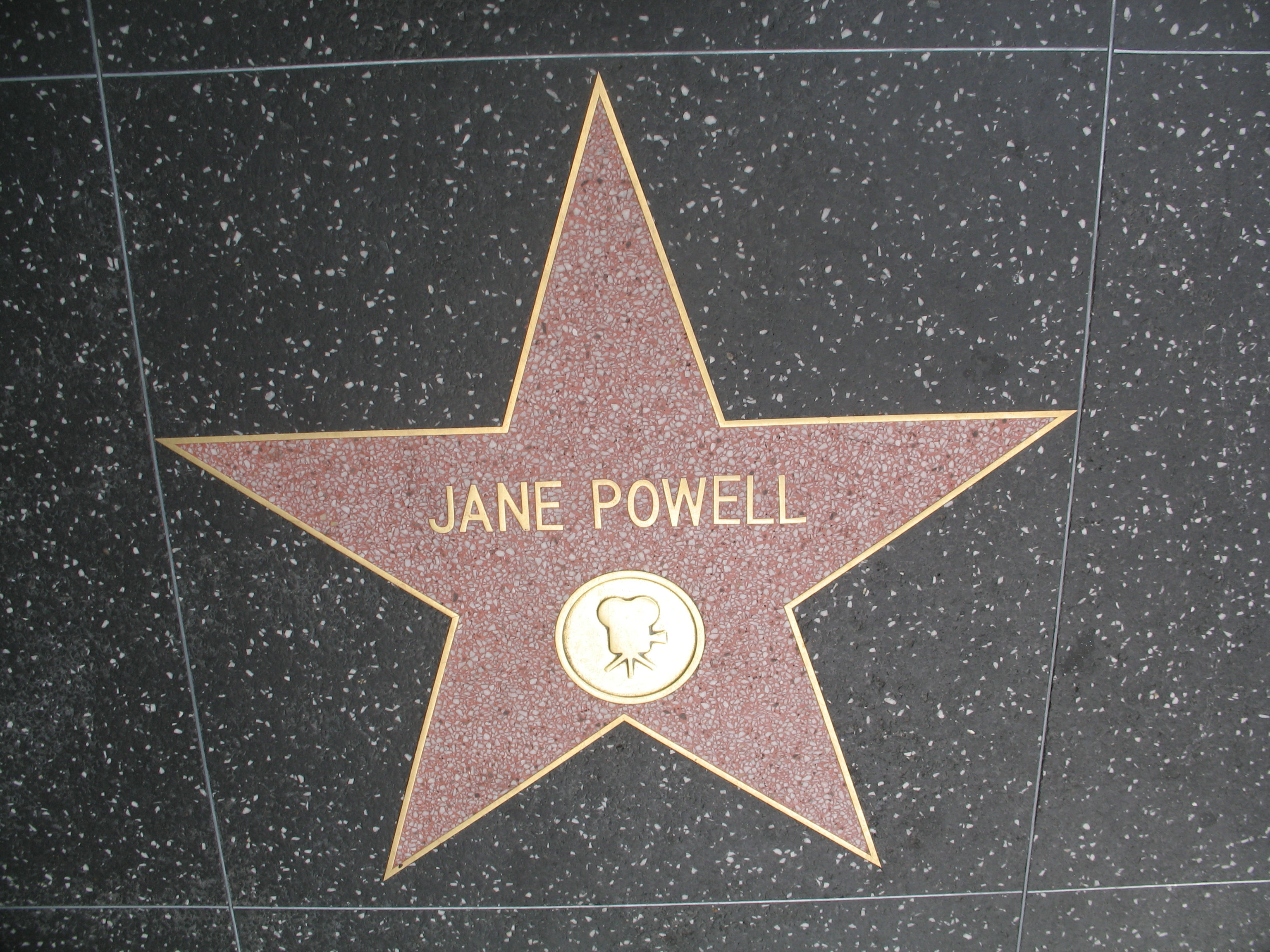
Estrela de Jane Powell.
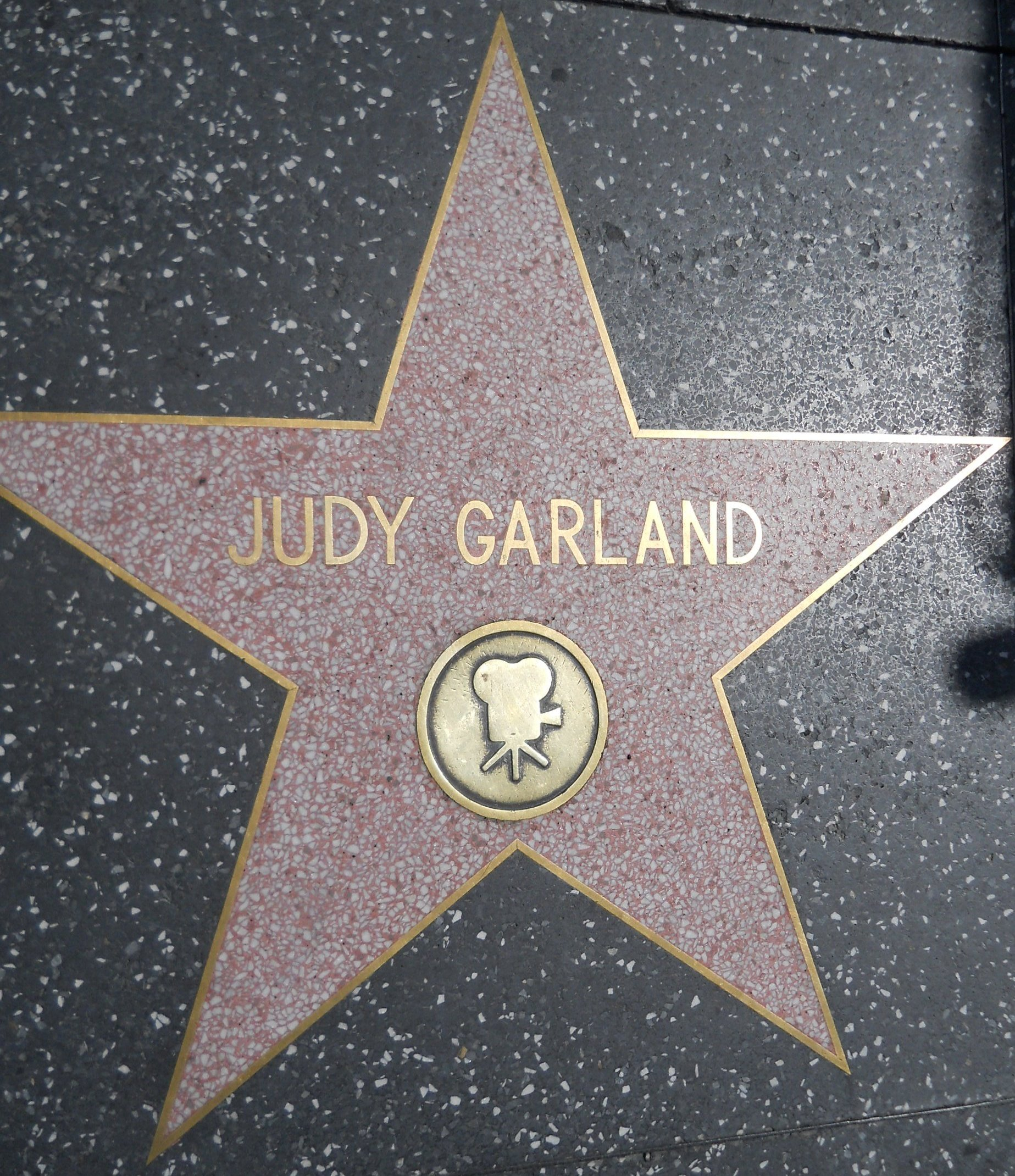
Estrela de Judy Garland.
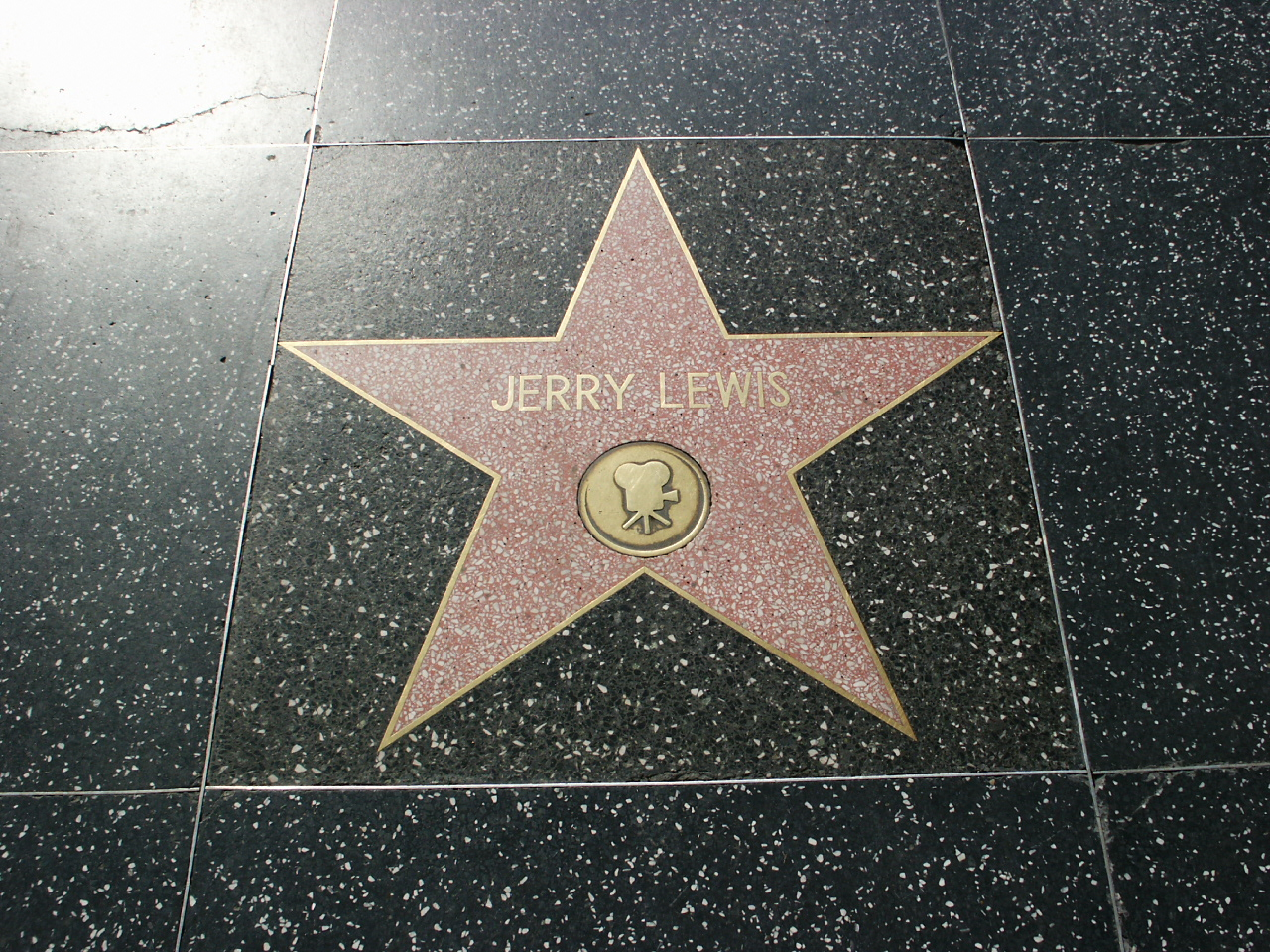
Estrela de Jerry Lewis.
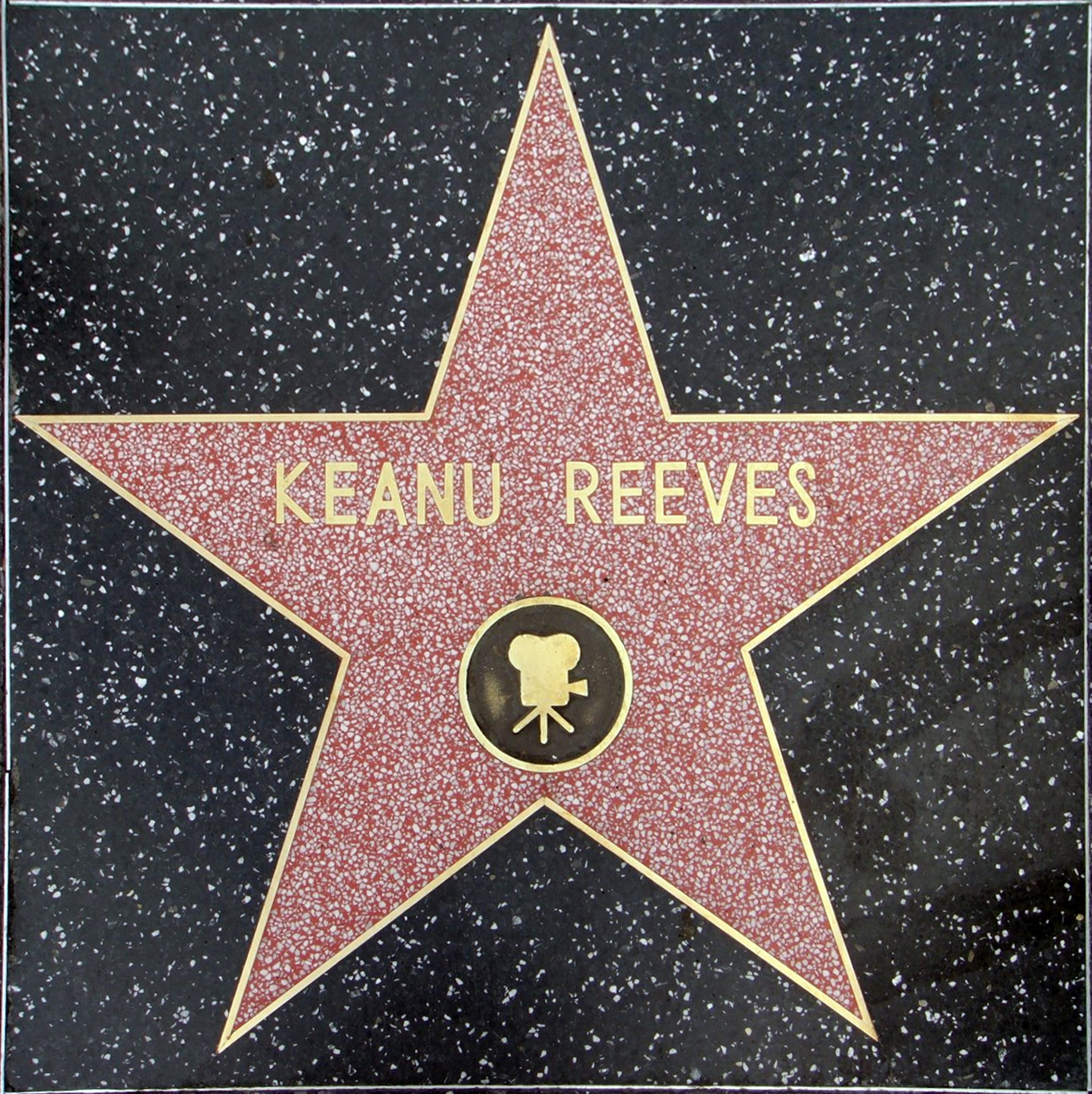
Estrela de Keanu Reeves.
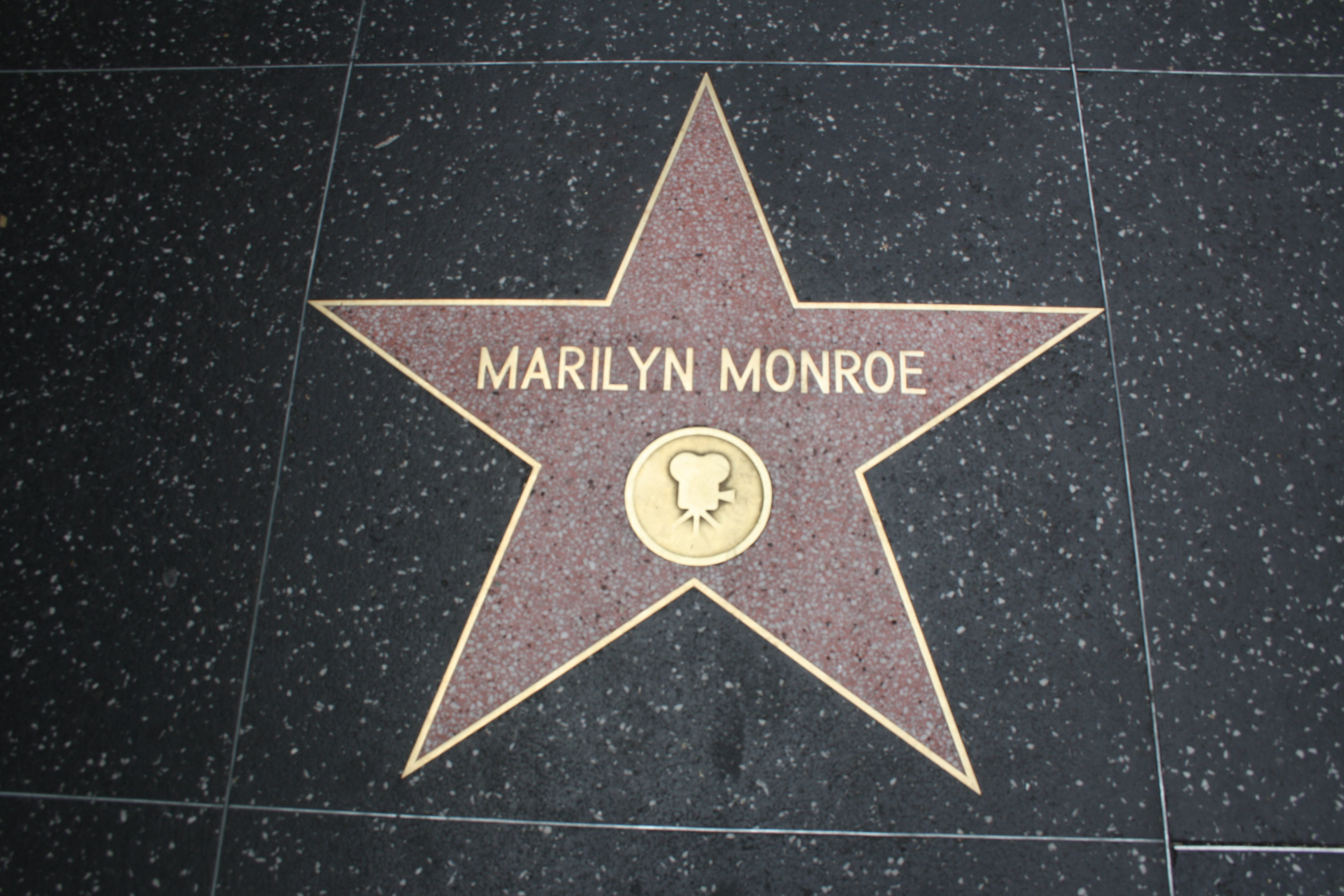
Estrela de Marilyn Monroe.
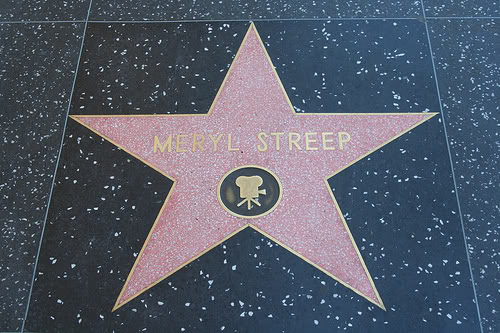
Estrela de Meryl Streep.
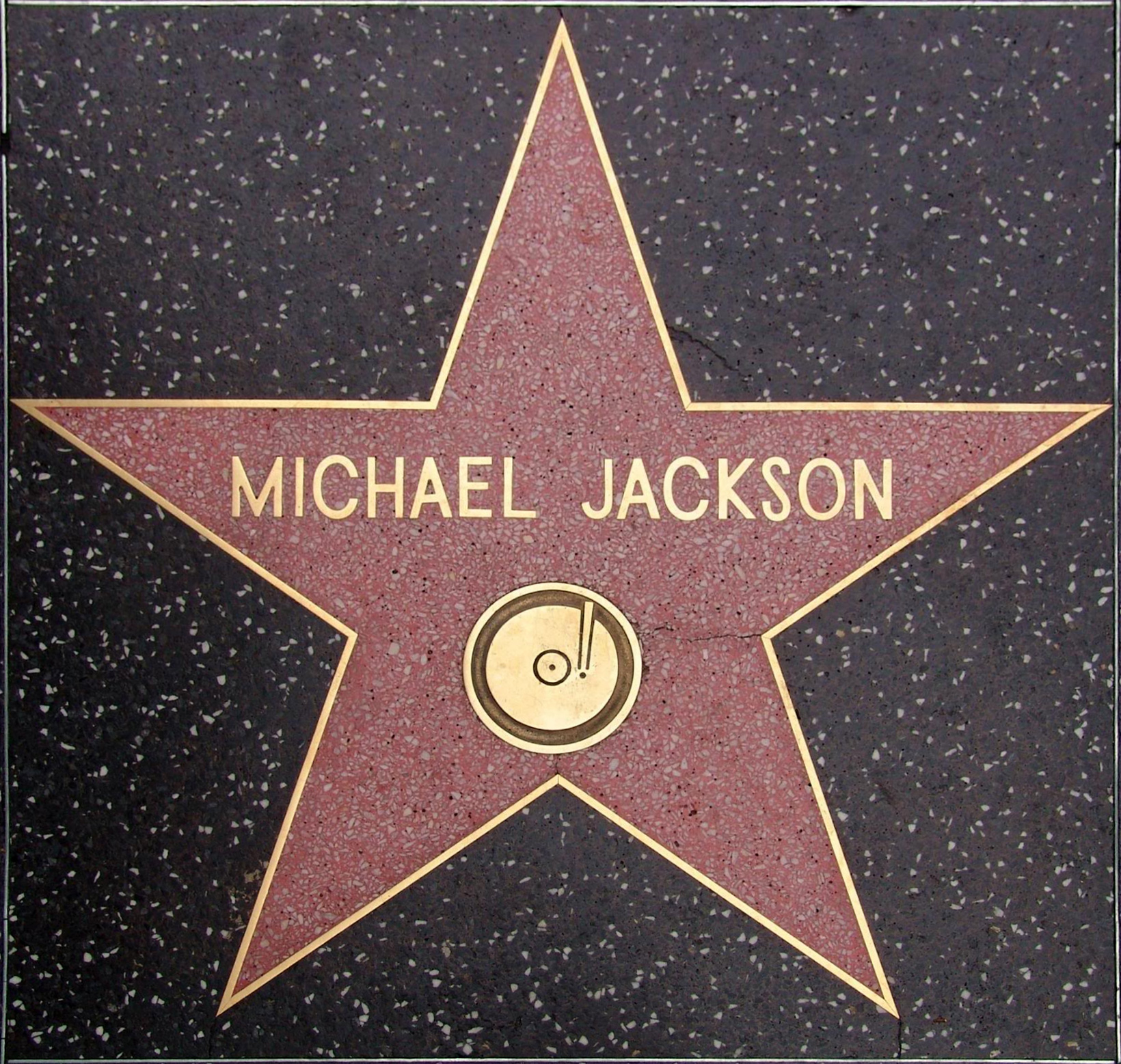
Estrela de Michael Jackson.
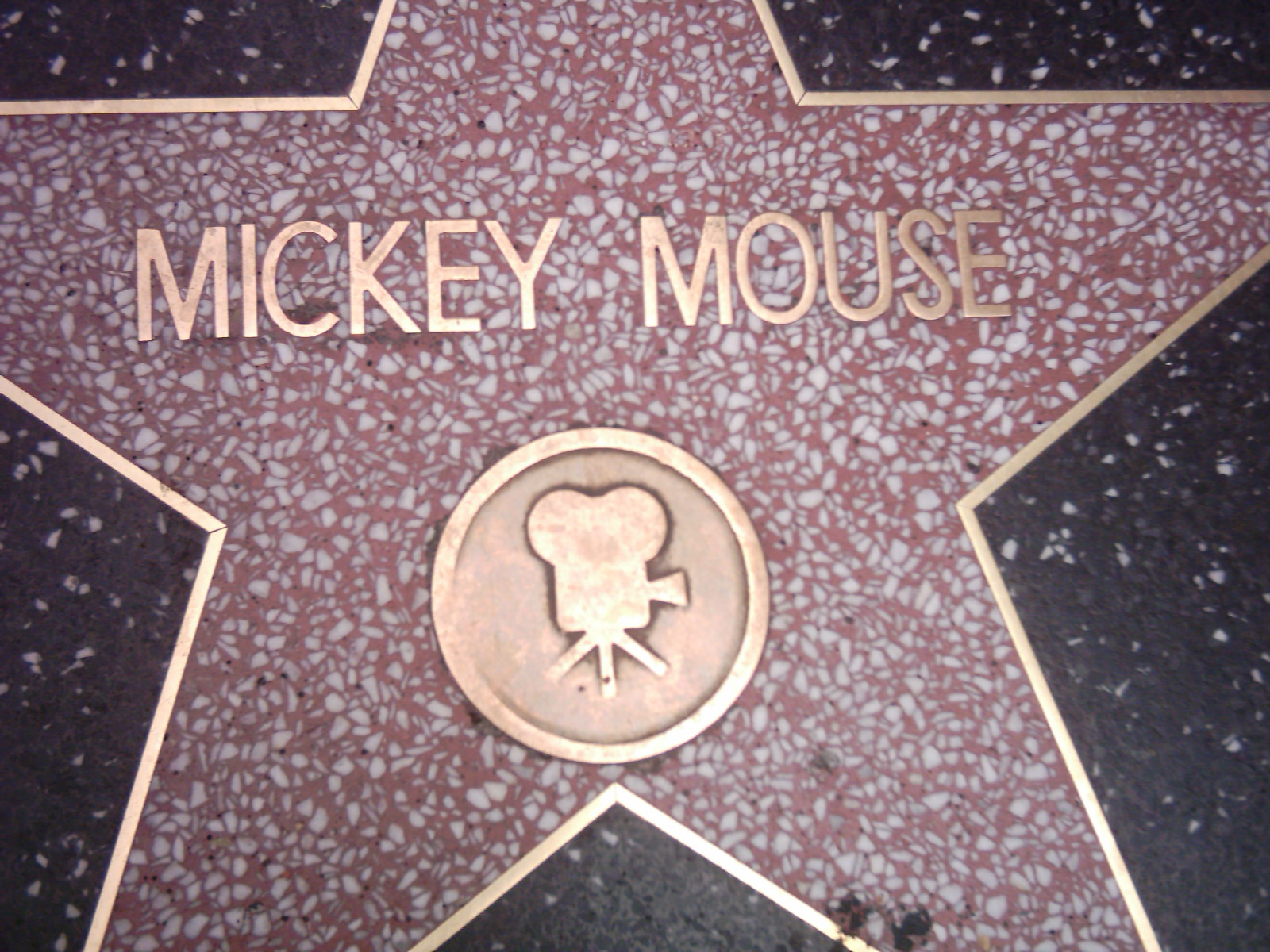
Estrela de Mickey Mouse.
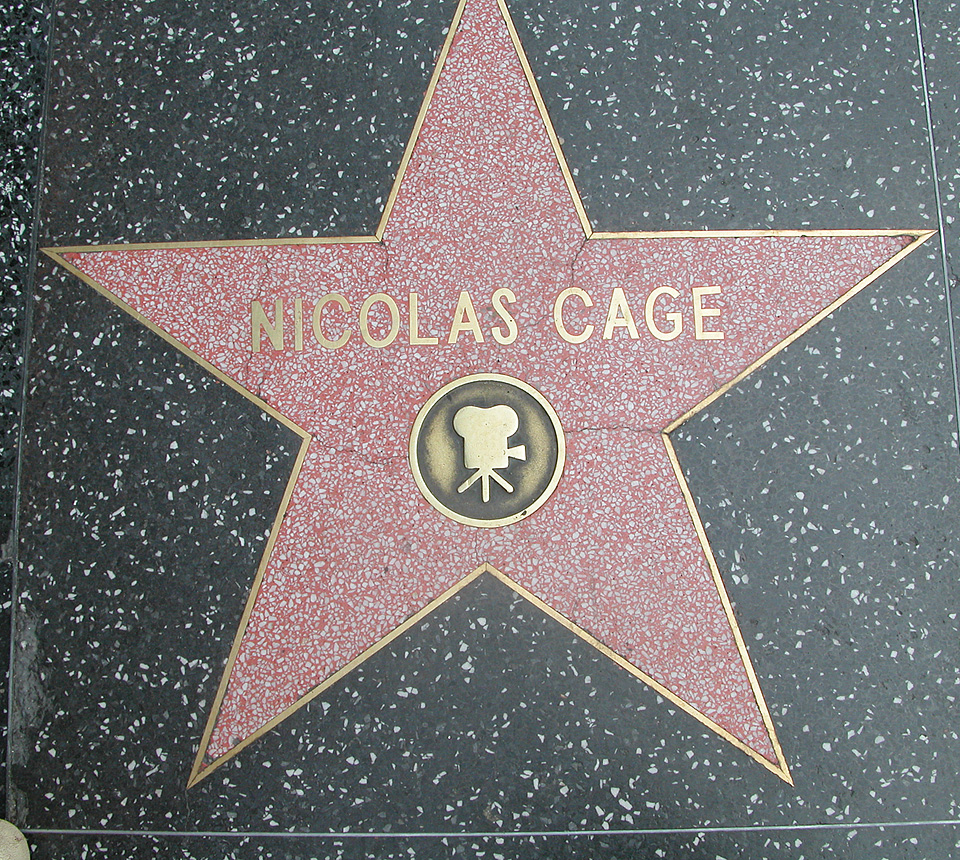
Estrela de Nicolas Cage.
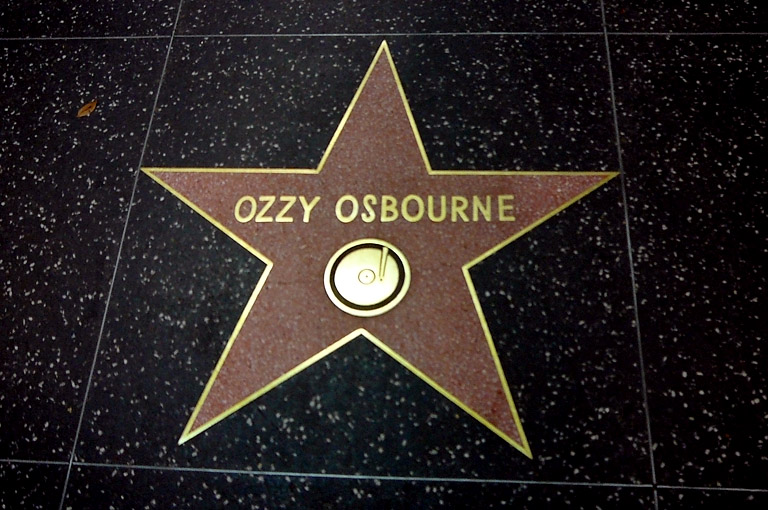
Estrela de Ozzy Osbourne.
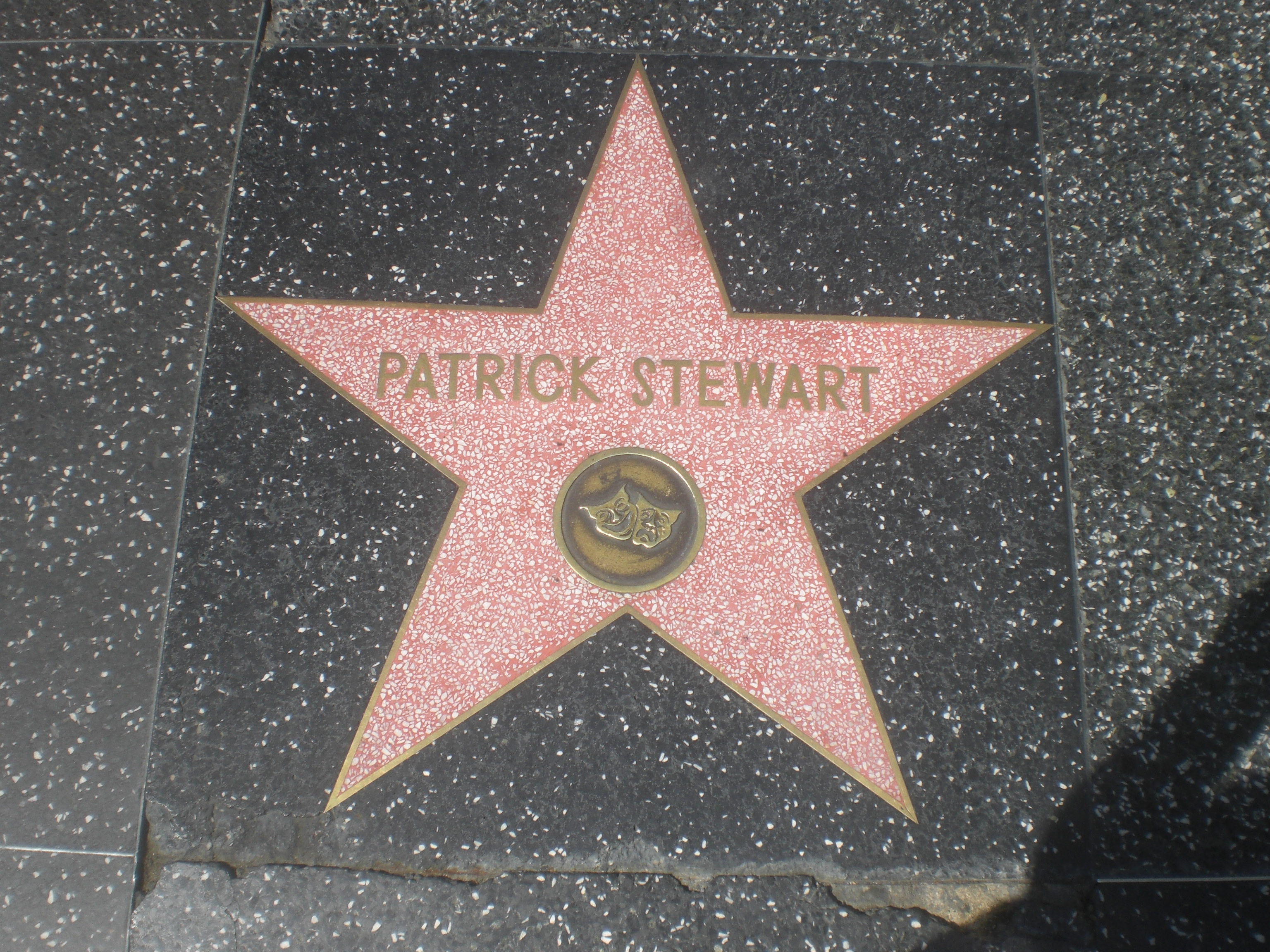
Estrela de Patrick Stewart.
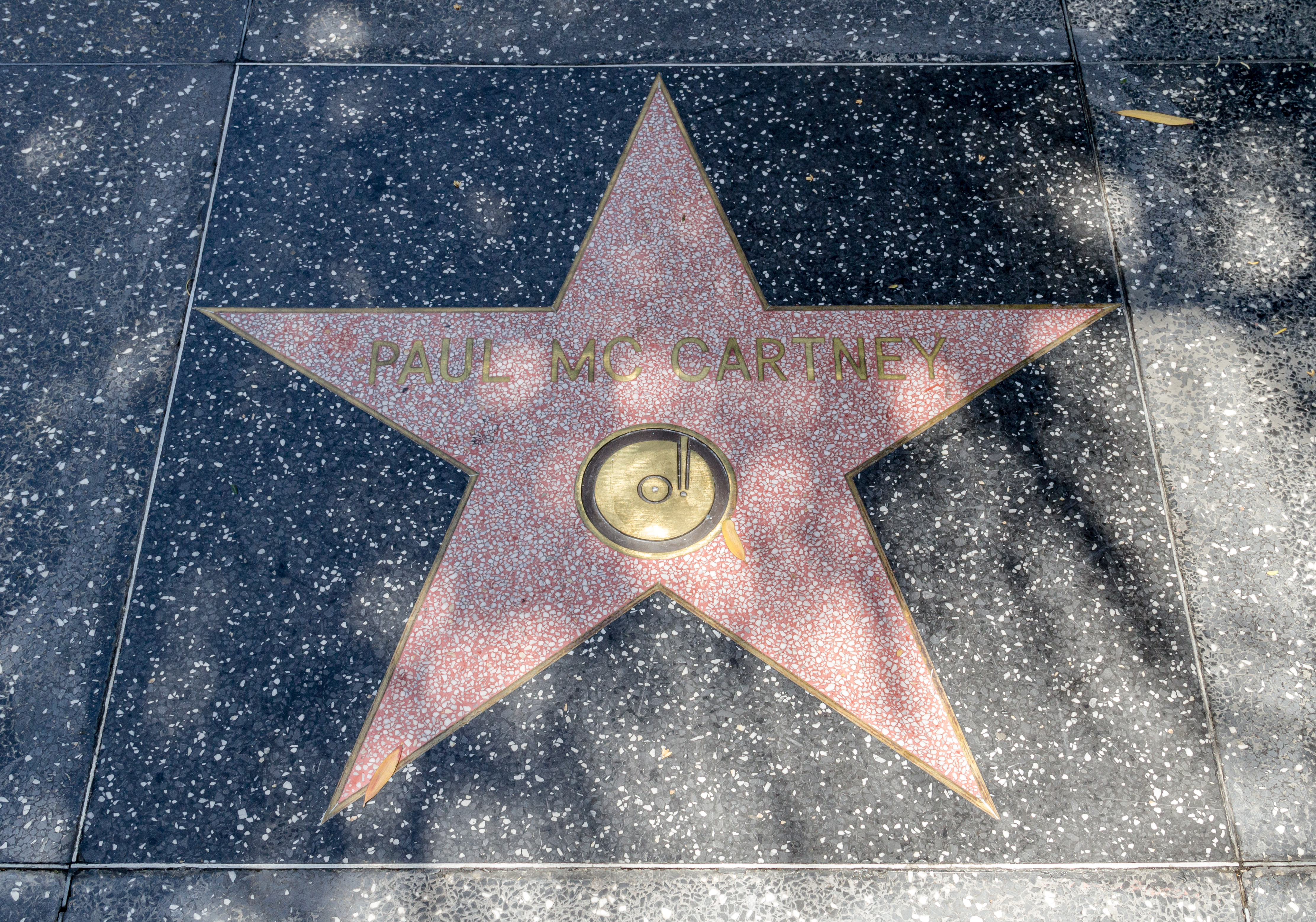
Estrela de Paul McCartney.
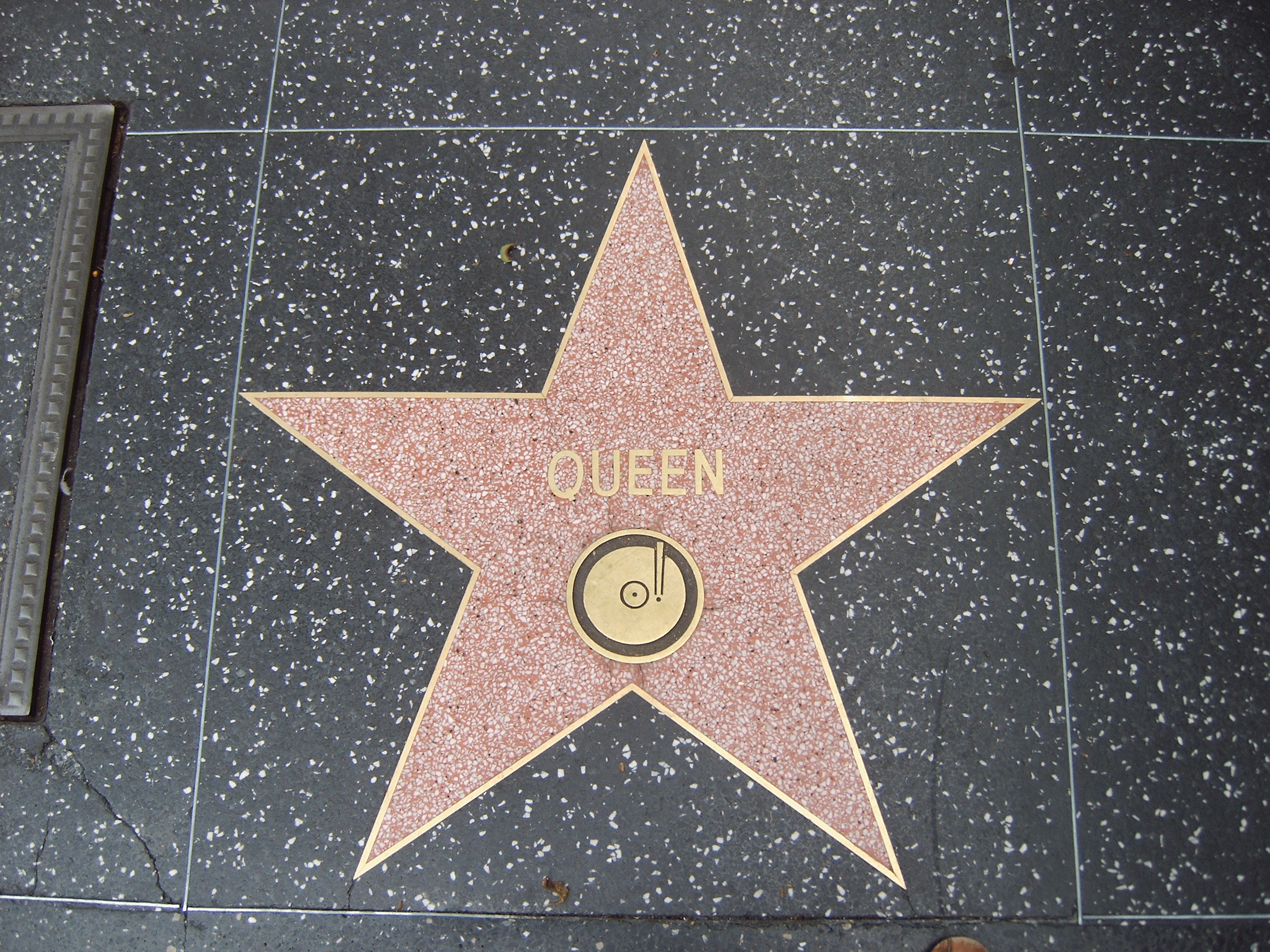
Estrela de Queen.
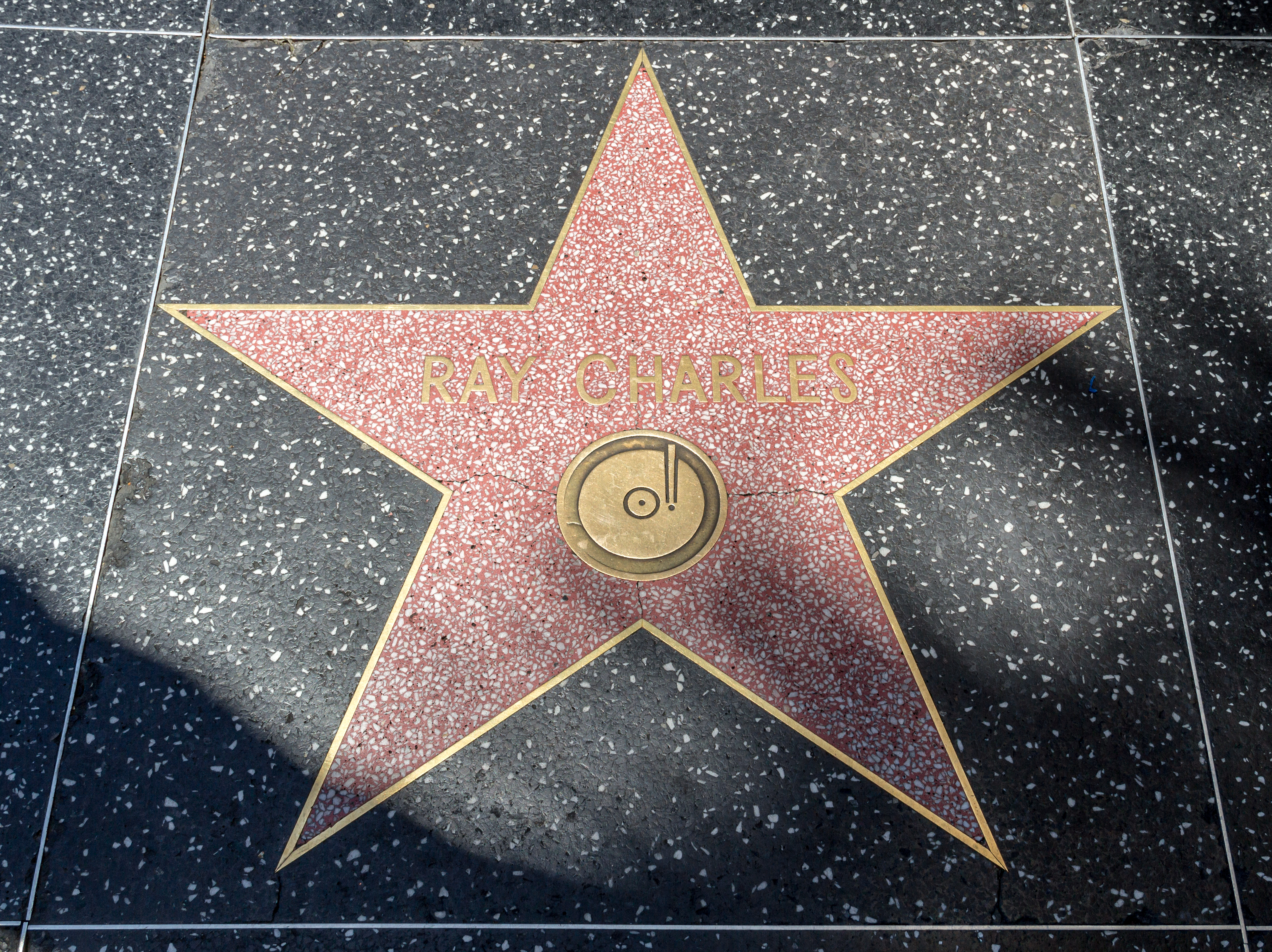
Estrela de Ray Charles.
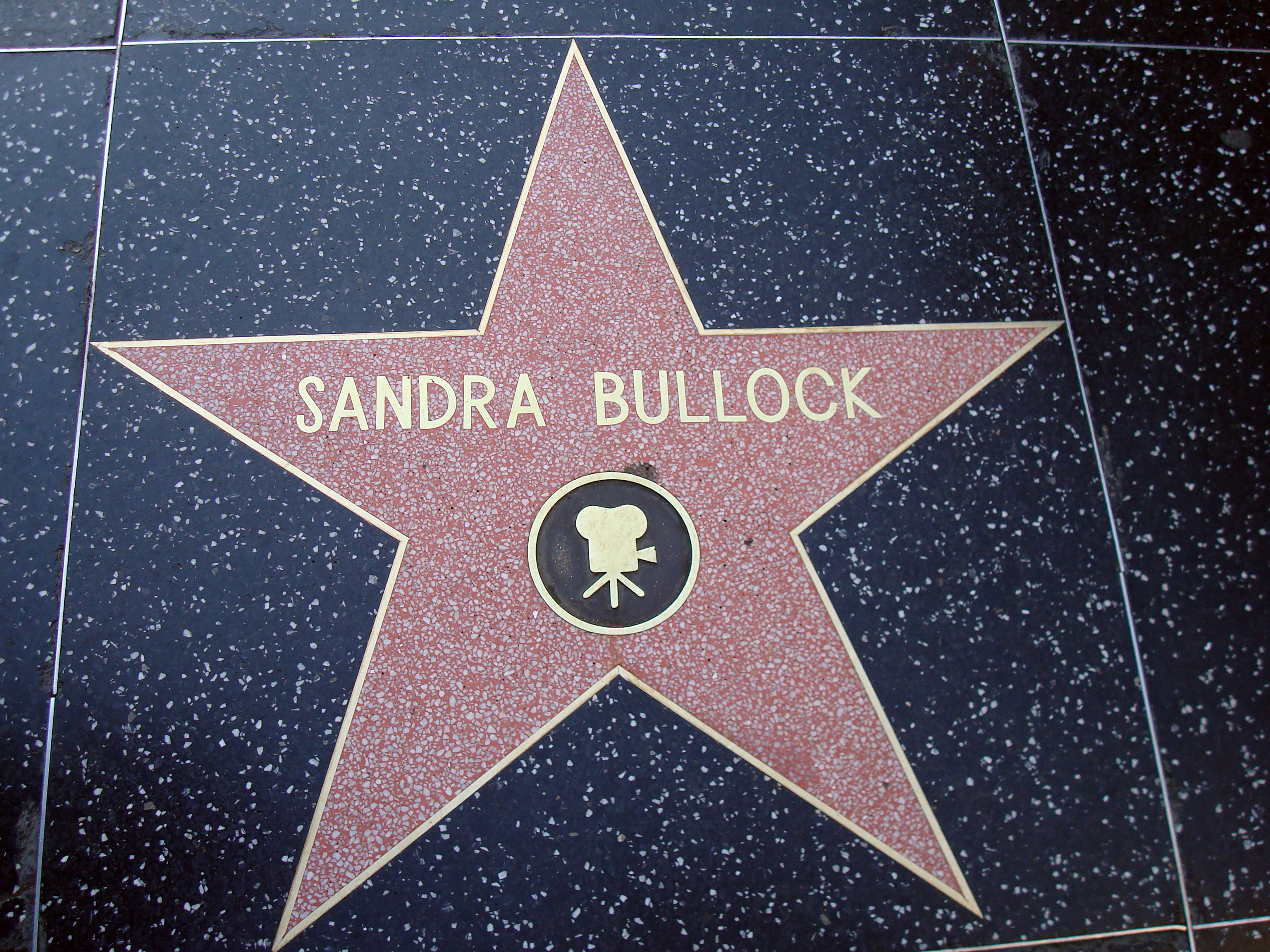
Estrela de Sandra Bullock.
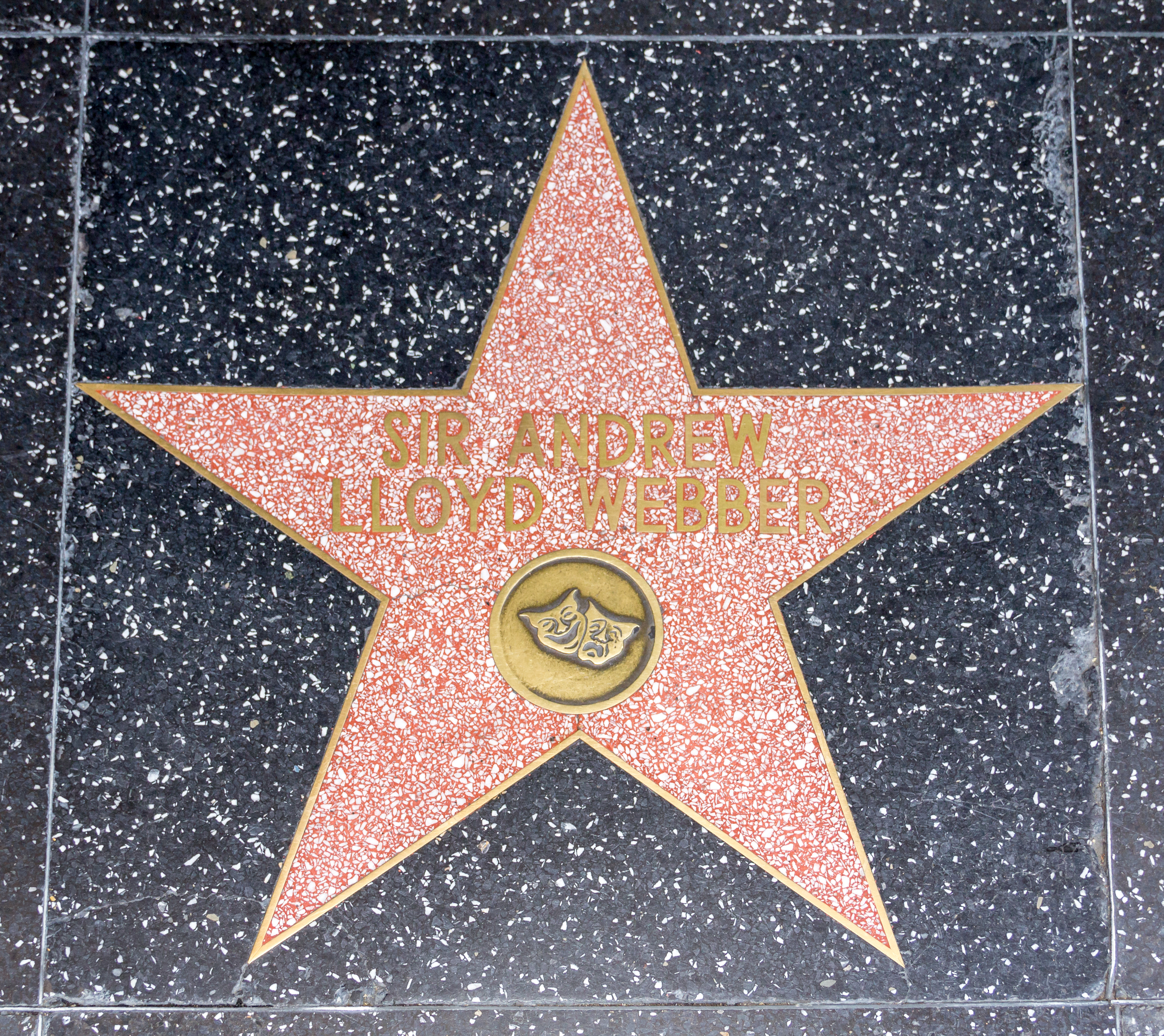
Estrela de Andrew Lloyd Webber.
Estrela de Sonny & Cher.
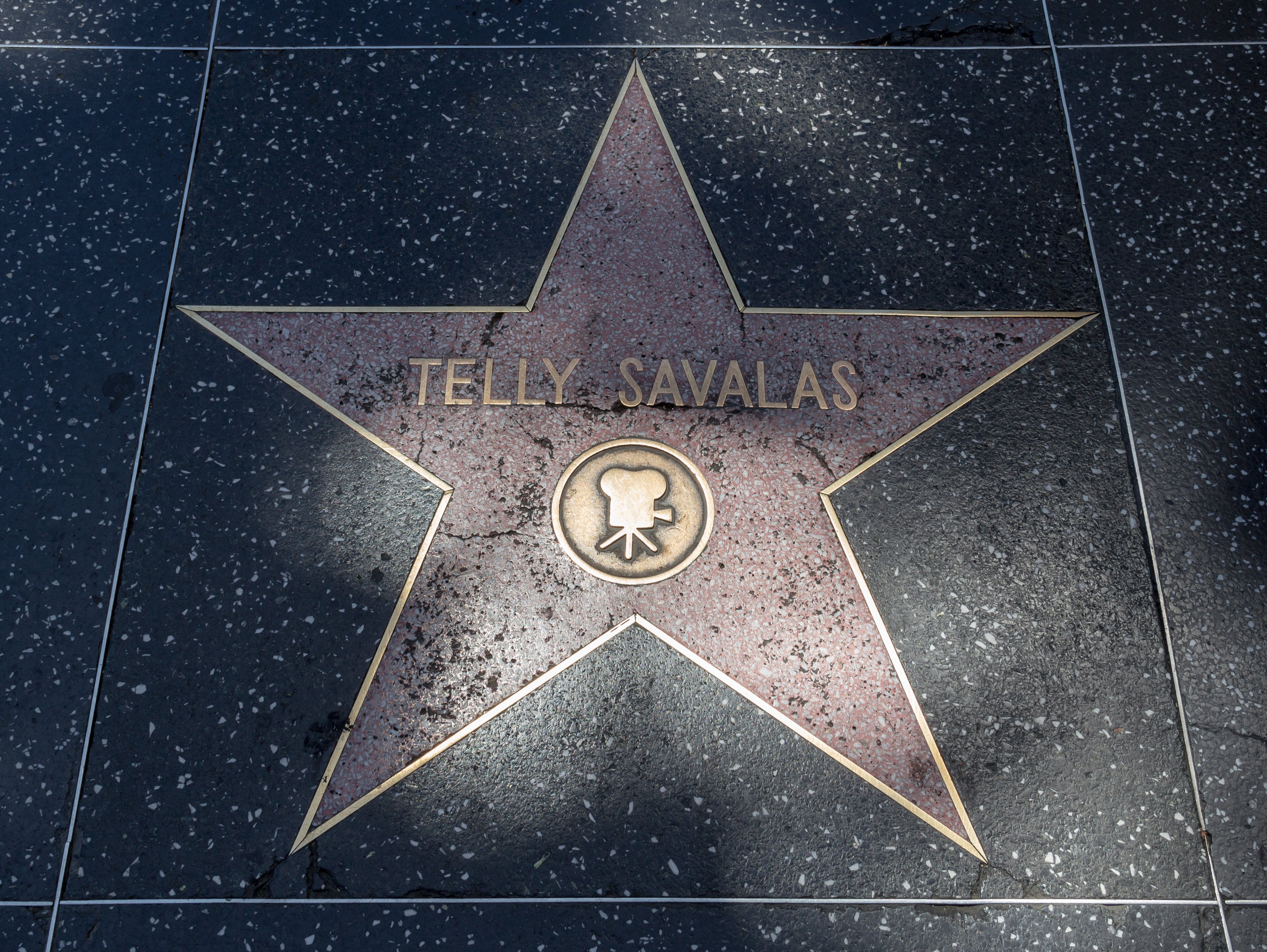
Estrela de Telly Savalas.
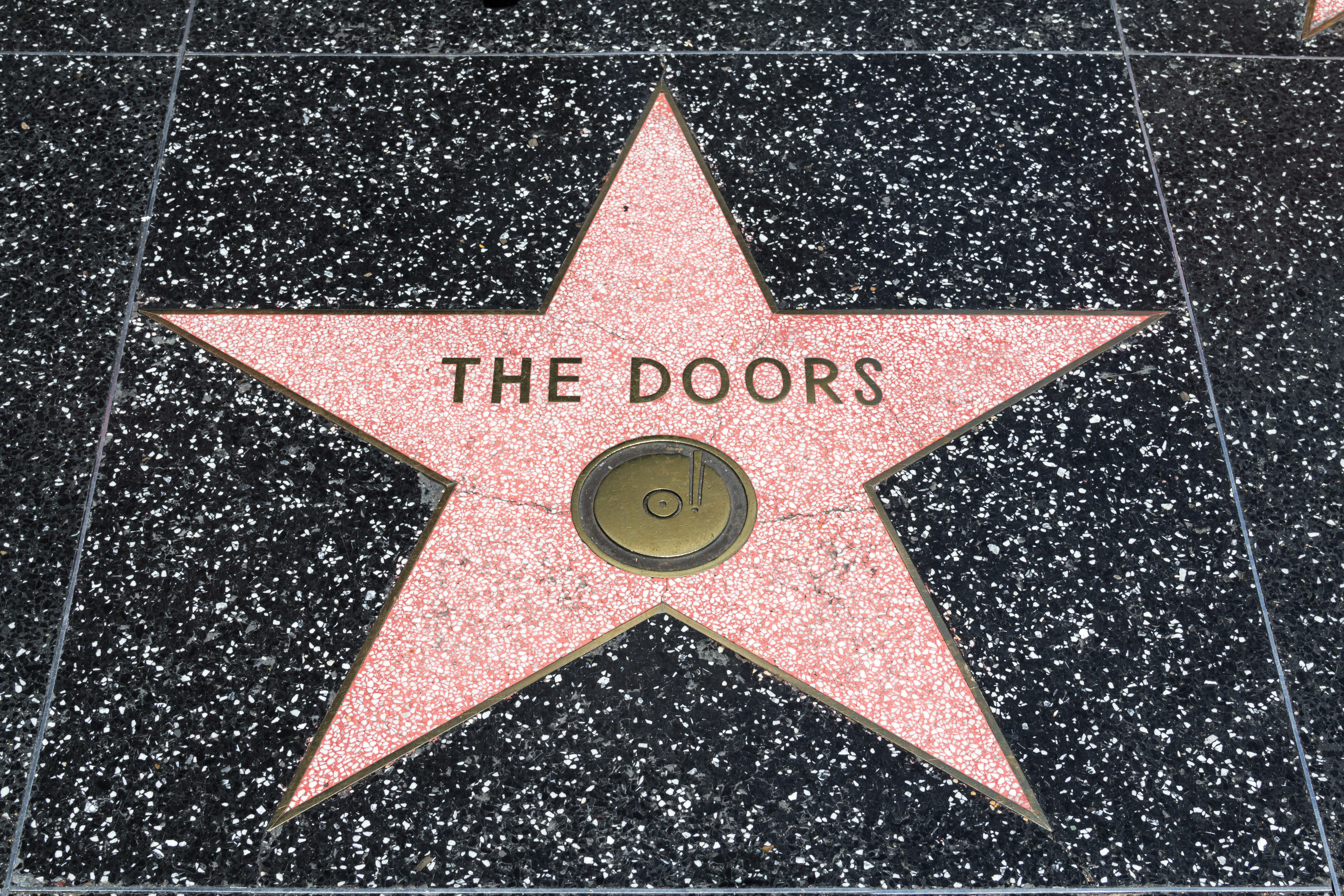
Estrela de The Doors.
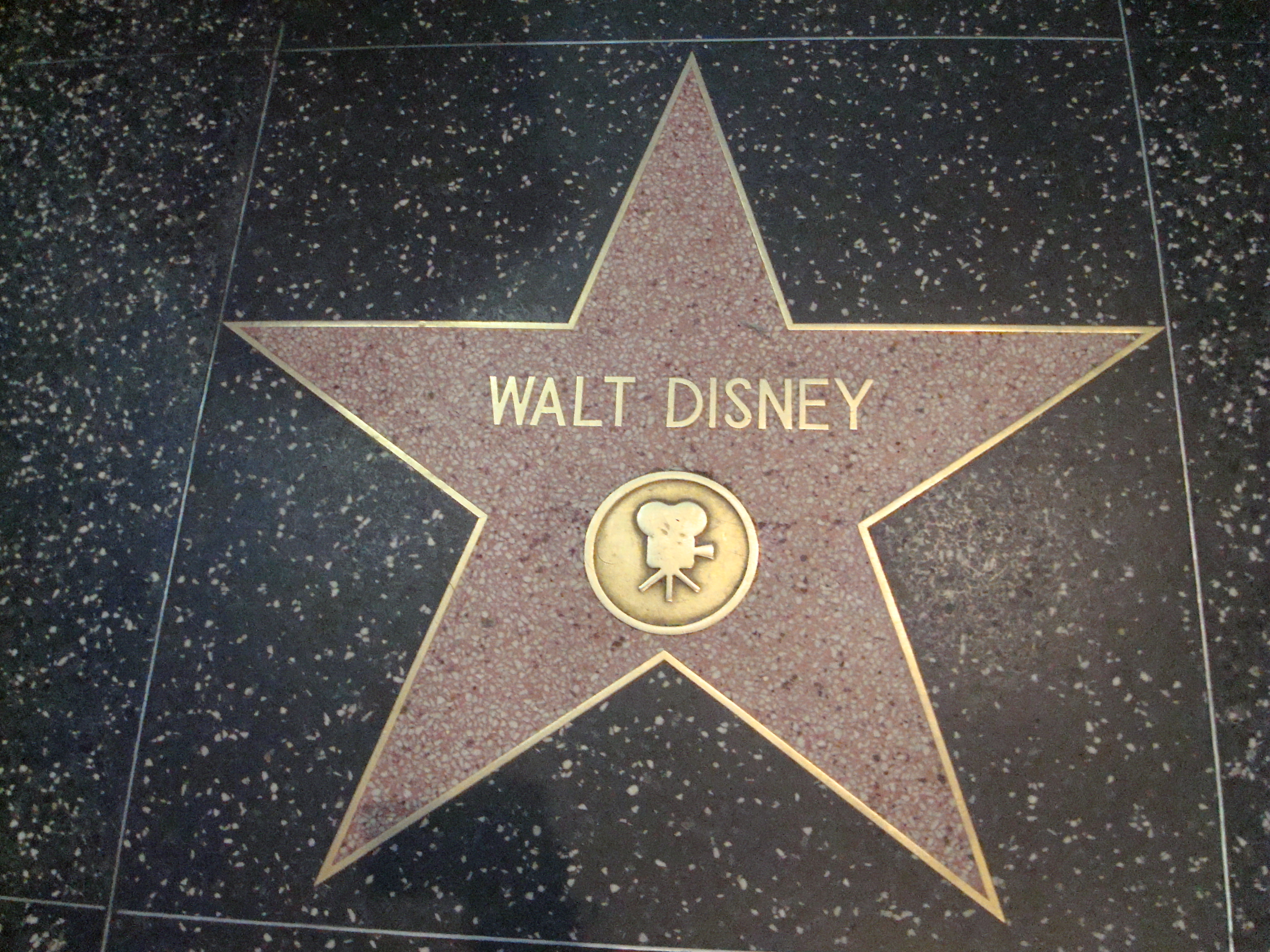
Estrela de Walt Disney.
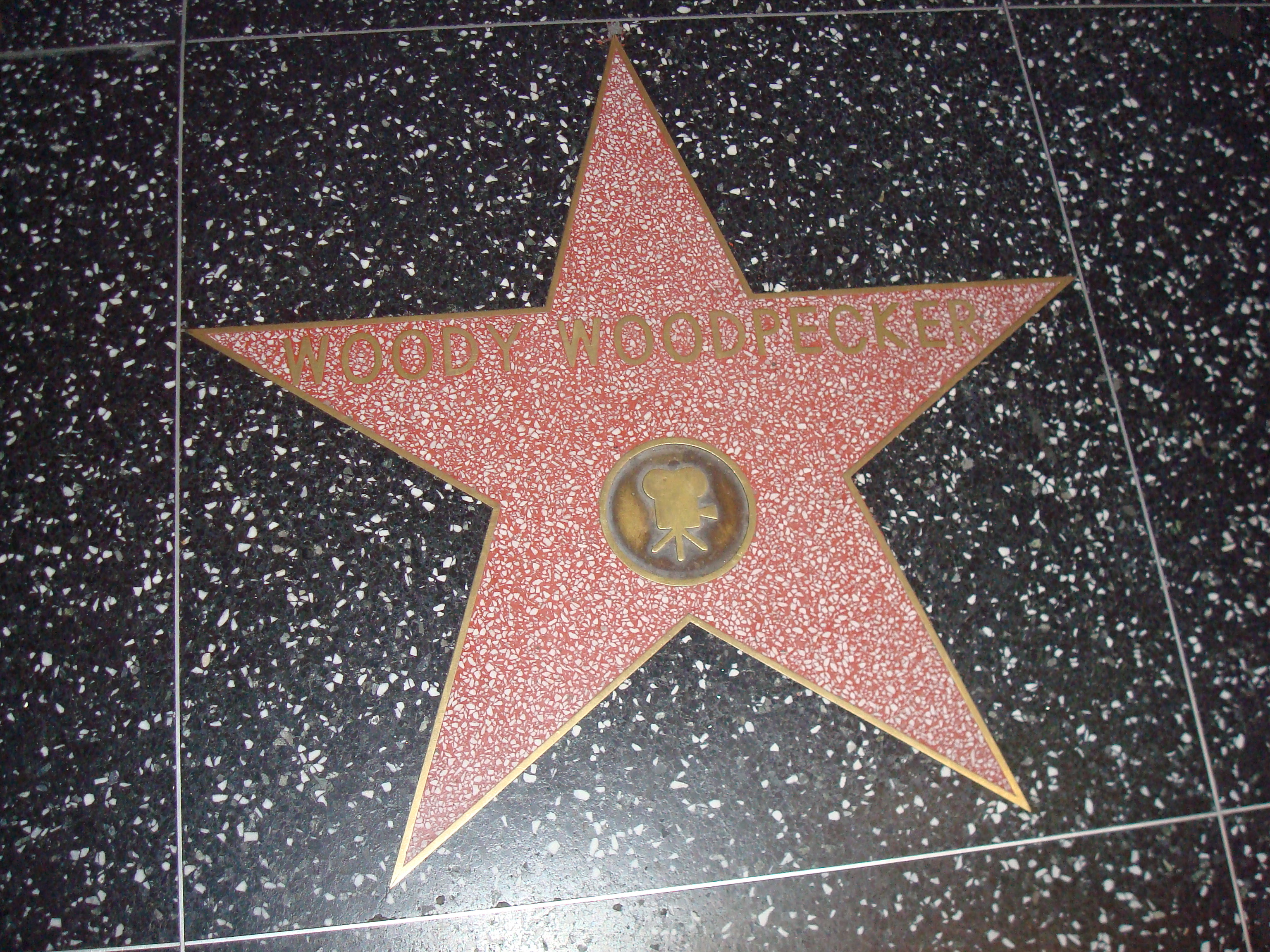
Estrela do Pica-Pau.
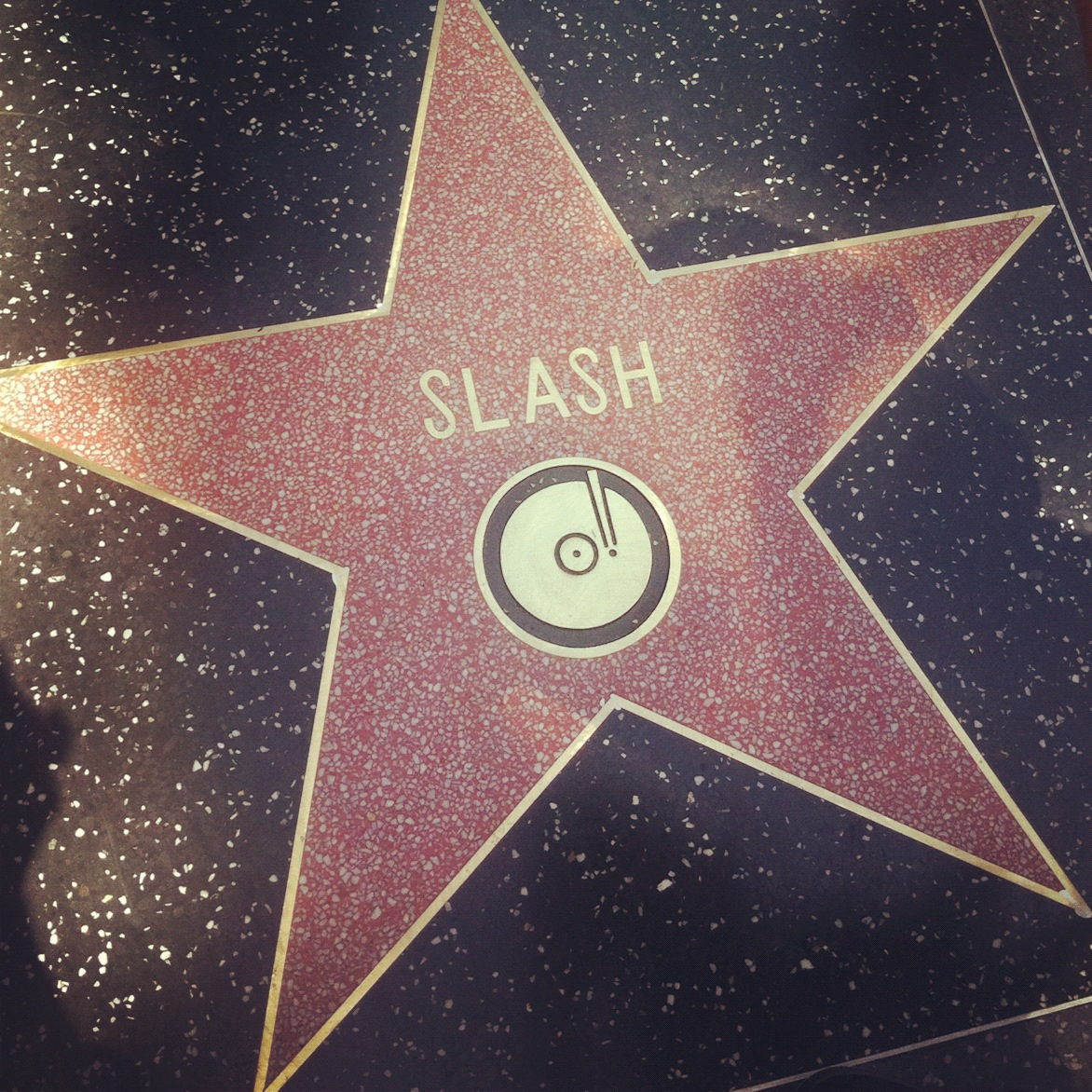
Estrela de Slash.